# Hofgarten (Düsseldorf)

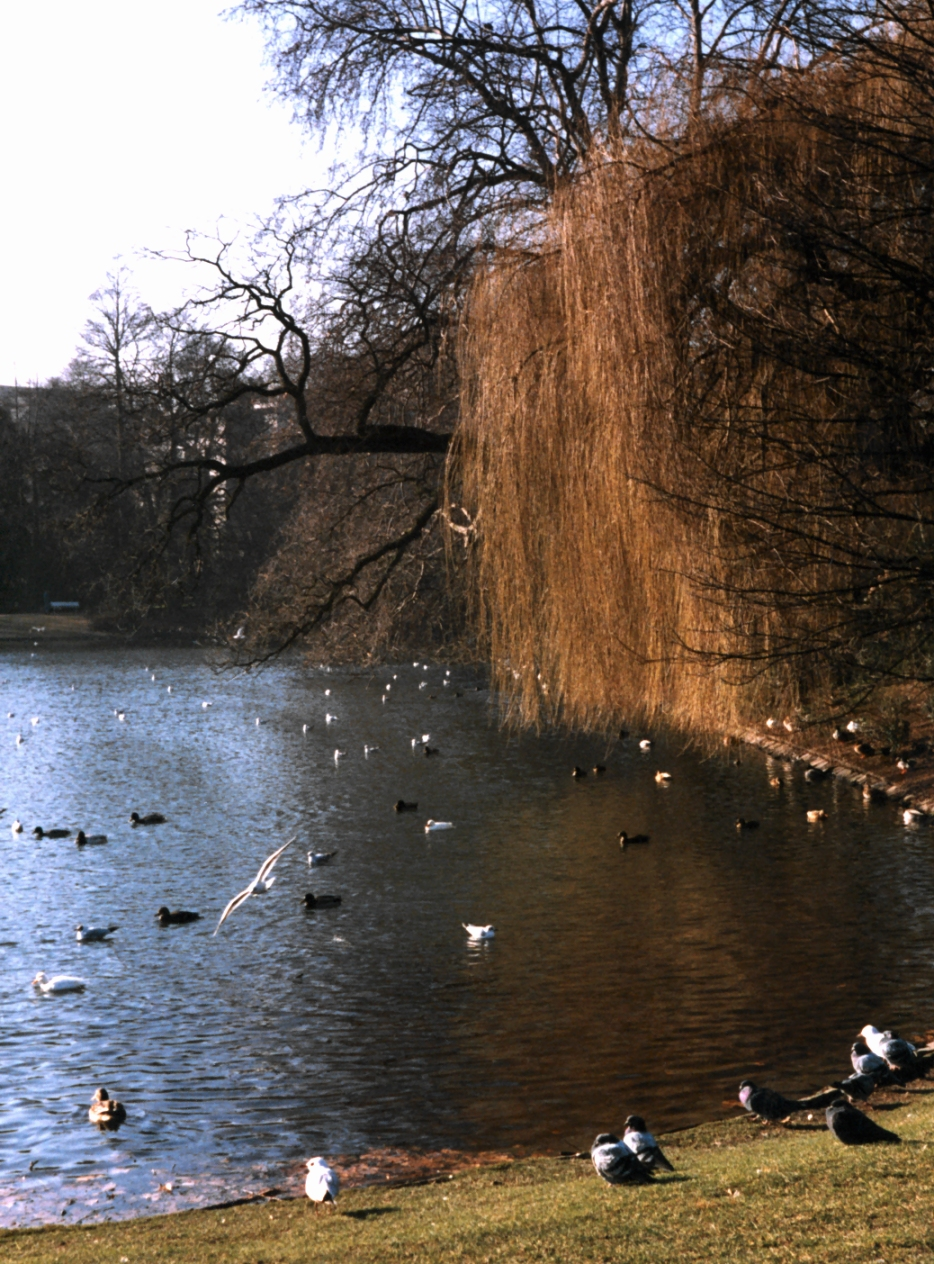
Der Weiher an der Landskrone

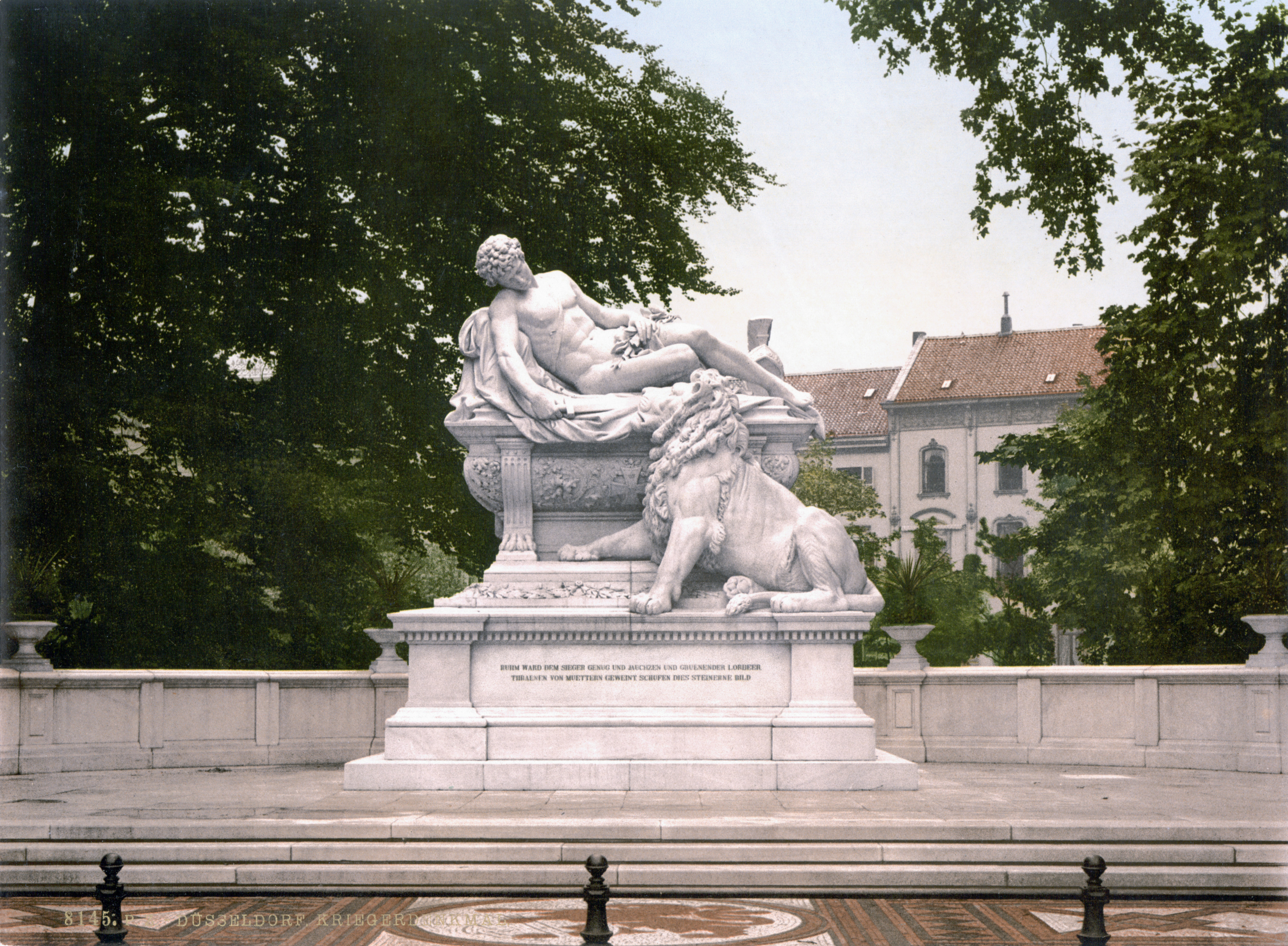
Kriegerdenkmal im Hofgarten um 1900

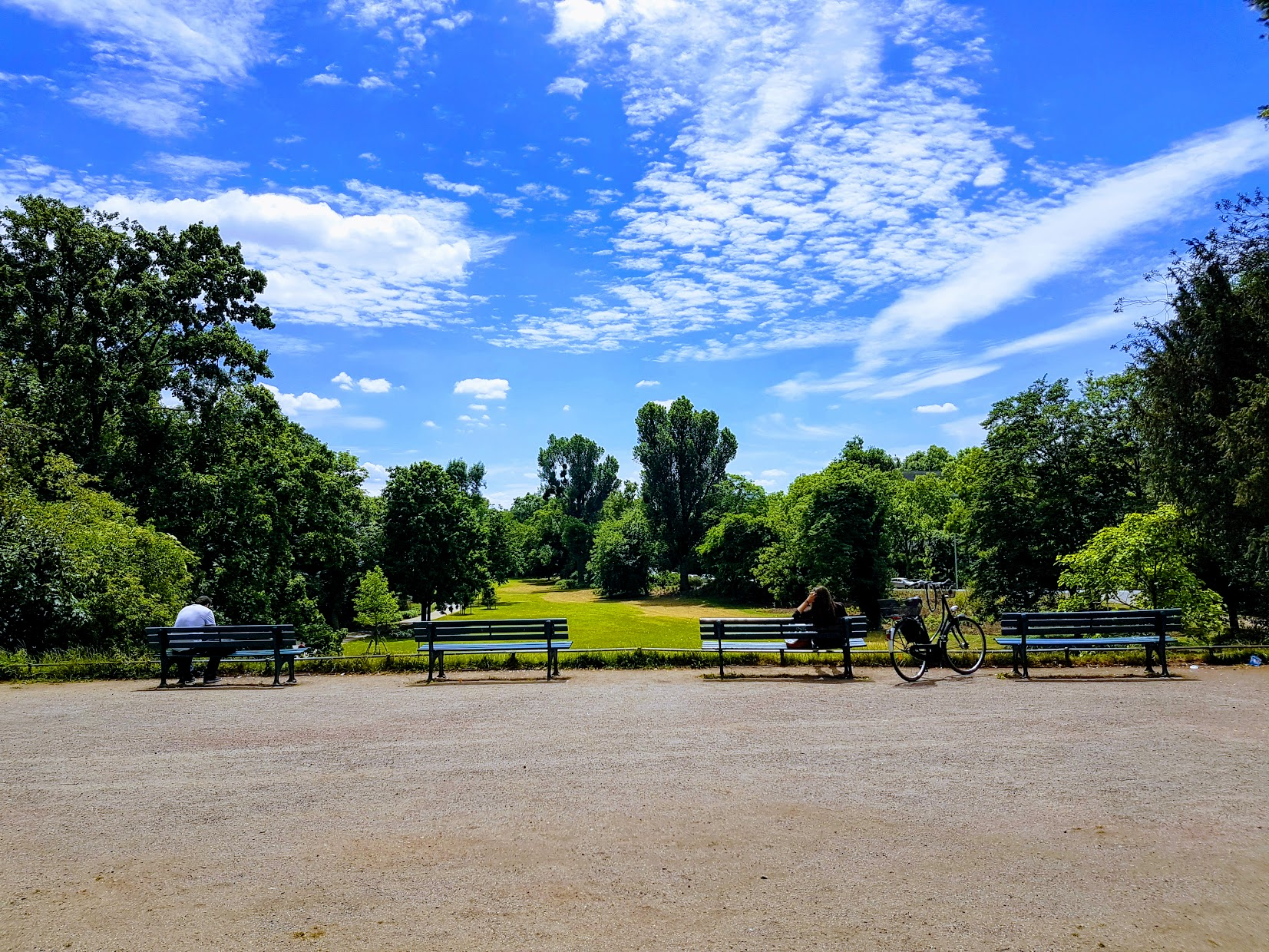
Napoleonsberg, Aussichtshügel im Hofgarten (2017)

Der Hofgarten ist der zentrale Park in Düsseldorf. Er liegt in der Innenstadt in den Stadtteilen Stadtmitte und Pempelfort und hat eine Gesamtfläche von 27,73 ha, davon sind 13 ha Wiesenflächen. Die Parkfläche erstreckt sich von der Jacobistraße mit Schloss Jägerhof und dem angrenzenden Malkastenpark bis zur Heinrich-Heine-Allee an der Altstadt und von der Königsallee bis zum Ehrenhof am Rheinufer. Zahlreiche historische Denkmäler und moderne Skulpturen beleben den Park, der gestalterisch den Übergang vom barocken Gartenstil zum Englischen Landschaftsgarten markiert. Der älteste Teil des öffentlichen Hofgartens wurde bereits 1769 angelegt. Damit ist der Düsseldorfer Hofgarten Deutschlands erster und ältester Volksgarten.

## Geschichte und Gestaltung
Die Geschichte des Hofgartens reicht zurück bis in die Zeit Wilhelms des Reichen. Der im 16. Jahrhundert auswendige, das heißt außerhalb der Stadtmauern liegende, fürstliche Hofgarten wurde im 18. Jahrhundert zur öffentlichen Promenade, dem alten Hofgarten, umgestaltet und erhielt Anfang des 19. Jahrhunderts durch Maximilian Friedrich Weyhe als neuer Hofgarten seine im Wesentlichen bis heute erhaltene Form. Im 20. Jahrhundert, vor allem nach den Zerstörungen des Zweiten Weltkriegs, wurden durch städtebauliche Maßnahmen letztmals größere Veränderungen am Gartengelände vorgenommen.

### Der fürstliche Hofgarten
Außerhalb der Festungsmauern Düsseldorfs, im Osten der Stadt, hatte sich im Laufe des 16. Jahrhunderts eine reiche Gartenlandschaft entwickelt. In Pempelfort, das bereits mit der Stadterhebung 1288 als Außenbürgschaft der Stadt zugefallen war, lagen die Ländereien und Höfe der Herzöge, die sich dort Zier- und Nutzgärten anlegen ließen. Inmitten dieser Gärten lag der fürstliche Hofgarten, der von der Stadt aus durch das Ratinger Tor zu erreichen war. Erstmals schriftlich bezeugt wird er 1557, als Düsseldorf Hauptresidenz geworden war und Herzog Wilhelm der Reiche im Zuge von Ausbauarbeiten das Gartengelände, welches sich nördlich der Düssel bis nach Pempelfort erstreckte, erweitern ließ. 1585, anlässlich der Hochzeit des Erbprinzen Johann Wilhelm mit Jakobe von Baden-Baden, fanden einige der aufwendigen Feierlichkeiten in dem fürstlichen Garten statt. In der ersten Hälfte des 17. Jahrhunderts ließ Pfalzgraf Wolfgang Wilhelm den Hofgarten, der als regelmäßiger Parterregarten angelegt war, nochmals erweitern. Aber gegen Ende des 17. Jahrhunderts zeigte der Hof immer weniger Interesse an dem Gelände, und 1669, unter Kurfürst Philipp Wilhelm wurde es teilweise an einen der Hofgärtner verpachtet, der dort Gemüse und Hopfen zog. Im Jahre 1716 wurde der Hof aufgelöst, nachdem Kurfürst Johann Wilhelm (Jan Wellem) gestorben war, seine Witwe Anna Maria Luisa beschlossen hatte, nach Florenz zurückzukehren, und sich herausstellte, dass der neue Landesherr, Karl III. Philipp, nicht in Düsseldorf residieren mochte. Das Schloss war somit verlassen, der ungenutzte Teil des Hofgartens fiel brach und verwilderte immer mehr.

### Der alte Hofgarten

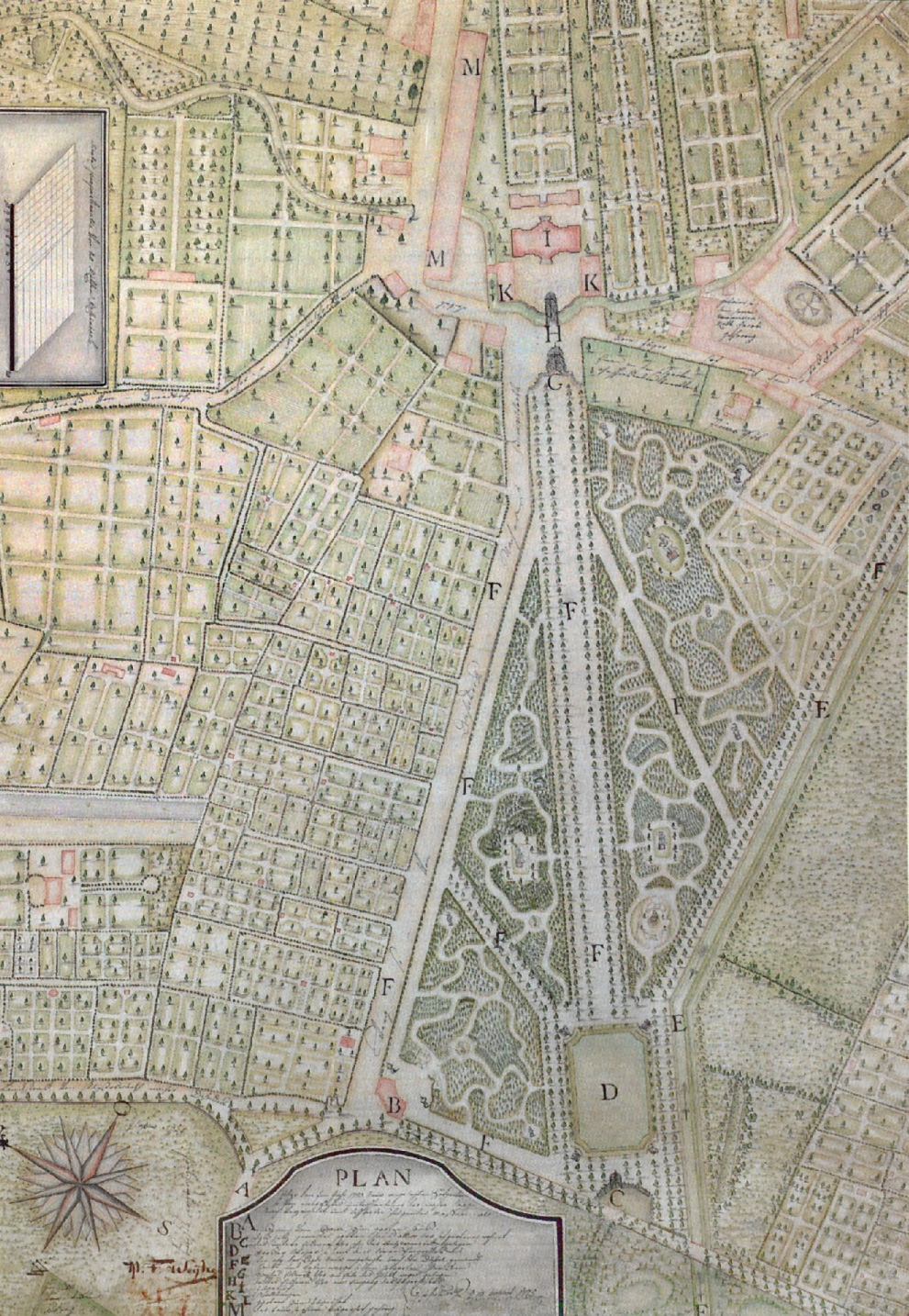
Johann Caspar Nosthofen: Plan des alten Hofgartens von 1775

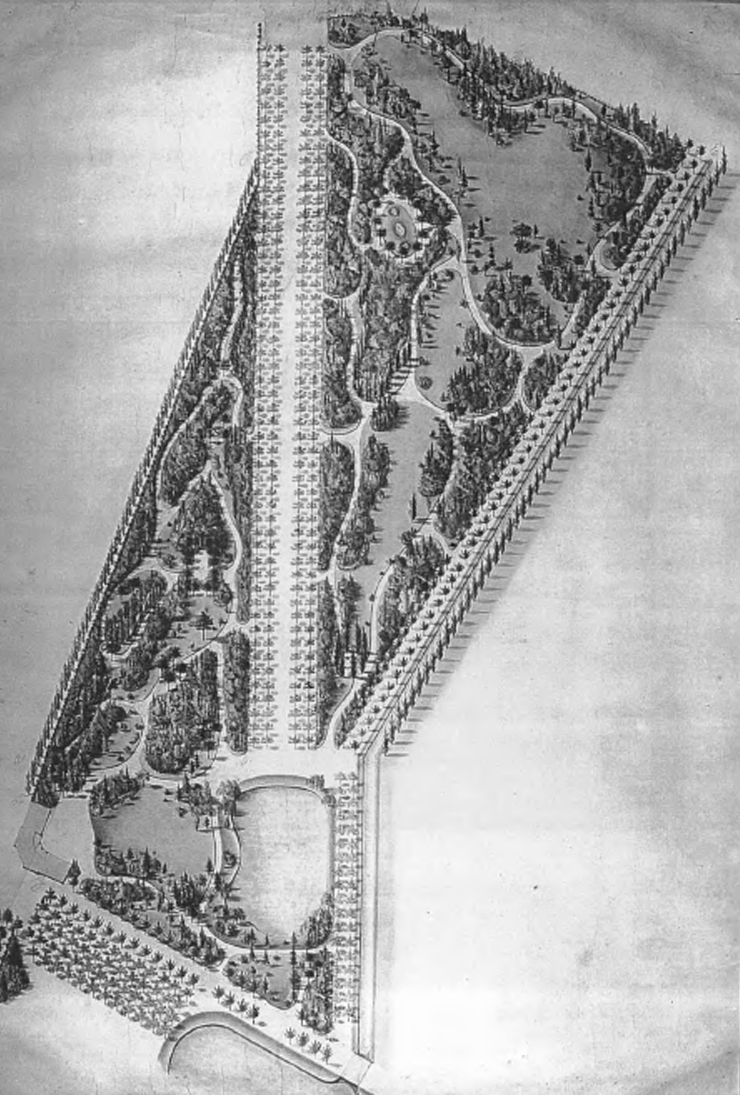
Maximilian Friedrich Weyhe: Plan des alten Hofgartens von 1804

Nach dem Siebenjährigen Krieg, in dem große Teile der Stadt zerstört worden waren und zusätzlichen Missernten in den darauf folgenden Jahren, geriet Düsseldorf in große wirtschaftliche Not. Karl Theodor zu Pfalz-Sulzbach, seit 1742 Kurfürst und Herzog von Jülich-Berg, erließ auf Anregung seines Statthalters in Düsseldorf, Reichsgraf Johann Ludwig Franz von Goltstein, zahlreiche Anordnungen, um die Situation in der Stadt zu verbessern. Staatliche Baumaßnahmen, die auch das Hofgartengelände betrafen, sollten nicht nur die Zerstörungen beseitigen, sondern auch Arbeitsplätze schaffen. 1769 ordnete der Kurfürst an, den seit vielen Jahren vernachlässigten Hofgarten zu erweitern und zu einer öffentlichen Promenade „zur Lust der Einwohnerschaft“ auszubauen. So ließ Graf Goltstein den östlichen Teil des heutigen Hofgartens anlegen und die von Düsseldorf ausgehenden Landstraßen erbauen. Ihm zur Ehre wurde die Goltsteinstraße benannt. Und da ohnehin beabsichtigt war, das 1765 fertiggestellte Schloss Jägerhof, den Sitz des Oberjägermeisters, durch eine Allee mit der Stadt zu verbinden, konnten so beide Vorhaben zusammen durchgeführt werden.

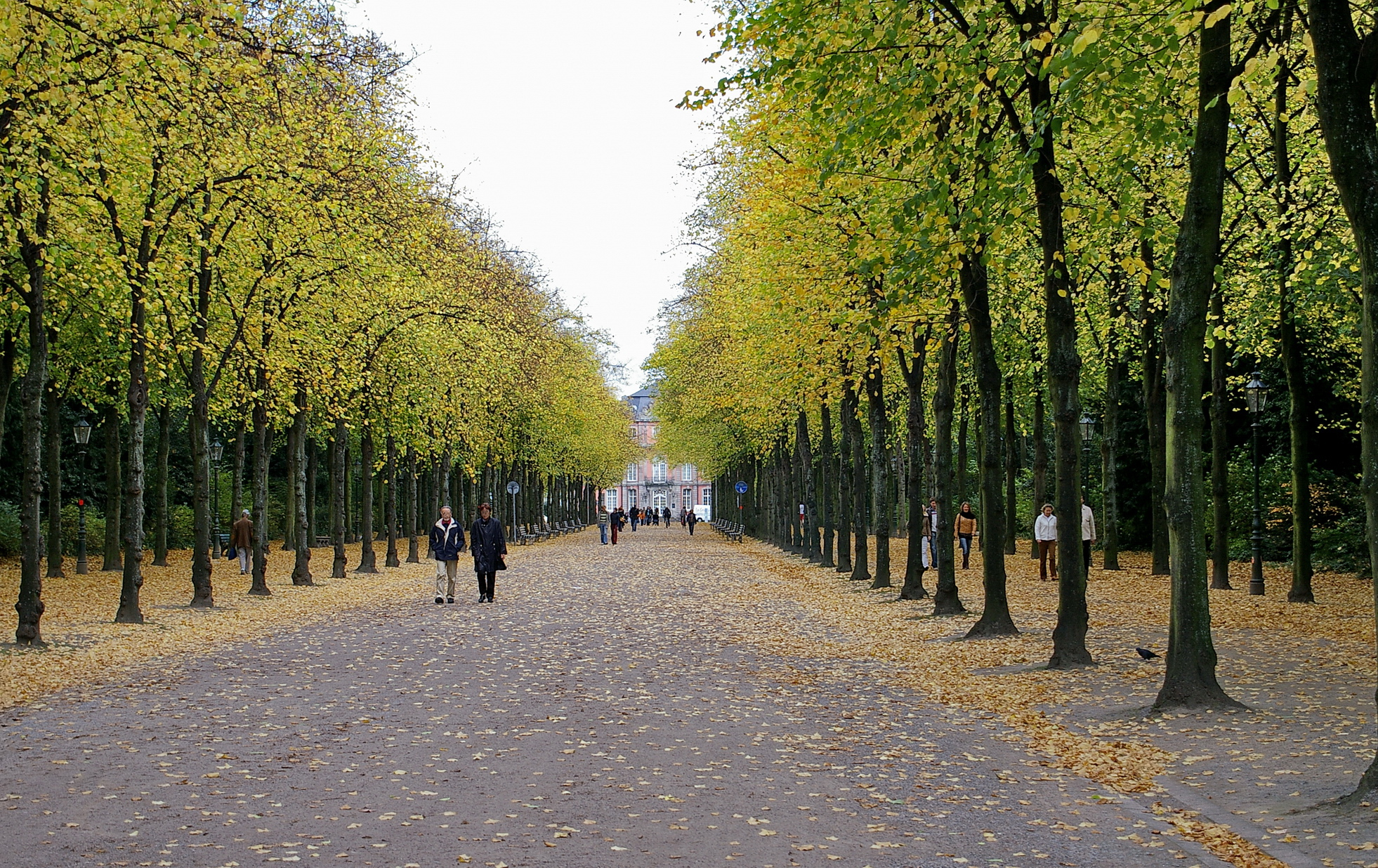
Jägerhofallee, oft Reitallee genannt, mit Blick auf Schloss Jägerhof

Das Hofgartengelände, von der Düssel durchflossen, reichte damals von Schloss Jägerhof bis zur Bastion Landskrone und endete dort in einem versumpften Teich. Mit den Entwürfen für die Promenade wurde der lothringische Baumeister Nicolas de Pigage beauftragt, der auch schon Schloss und Park Benrath erbaut hatte. 1769 begannen die Umbauarbeiten. Das Gelände wurde durch den Ankauf von umliegenden Gartenparzellen erweitert, gerodet und eingeebnet, die Düssel kanalisiert und an den südlichen Rand des Areals verlegt. Hecken wurden gepflanzt und breite, mit Linden gesäumte Alleen angelegt, in der Mitte als Hauptachse die Jägerhofallee, die von Schloss Jägerhof auf St. Andreas ausgerichtet wurde, die Hofkirche und Grablege der Wittelsbacher in Jülich-Berg. Am Endpunkt der Jägerhofallee liegt ein Teich namens Runder Weiher, der reguliert und in ein Bassin gefasst sowie im Jahr 1900 mit einer Fontäne und der Skulptur Jröne Jong (Joseph Hammerschmidt) ausgestattet wurde. Rechts und links der großen Allee führten zahlreiche kleine Schlängelwege durch Boskette mit ornamental gestalteten Hecken, die kleine Plätze umsäumten. Die Alleen, die sowohl von Schloss Jägerhof in Richtung des Bassins, als auch in entgegengesetzter Richtung Sichtachsen in Form eines Dreistrahls bildeten, eine sogenannte Patte d’oie (Gänsefuß), sind die von Pigage hier umgesetzten Gestaltungselemente des französischen Barockgartens mit seinem strengen geometrischen Stil. Die verschlungenen Wege der Boskette sind ein spätbarockes Element und weisen schon voraus auf den unregelmäßigen Stil des englischen Landschaftsgartens. Ausgestattet wurde die öffentliche Promenade mit Bänken, Statuen und Vasen, die den Besuchern Abwechslung und Ruhemöglichkeiten boten. Im Hofgärtnerhaus, zusammen mit dem Garten nach Plänen Pigages entstanden und Wohnsitz des für die Pflege des Gartens zuständigen Hofgärtners, wurden Erfrischungen angeboten und fanden gesellschaftliche Vergnügungen statt. Als ein weiterer Anziehungspunkt wurde 1782 ein chinesischer Pavillon gebaut, entsprechend der damaligen Begeisterung für die chinoise Mode.
Die öffentliche Promenade, der alte Hofgarten, wurde von der Düsseldorfer Bevölkerung begeistert aufgenommen und fand darüber hinaus Erwähnung in zahlreichen Reisebeschreibungen des späten 18. Jahrhunderts. Aber die Freude der Düsseldorfer an ihrer Promenade währte nicht lange. Während des Ersten Koalitionskrieges wurde die Stadt 1795 von französischen Truppen besetzt, die im Hofgarten Schanzen anlegten und ihn dabei fast vollständig zerstörten. Die Bäume und Hecken wurden abgeholzt, das Hofgärtnerhaus und der chinesische Pavillon gesprengt. Erst 1804 wurde dieser älteste Teil des Hofgartens, im Zuge der Neugestaltung durch Maximilian Friedrich Weyhe, im landschaftlichen Stil wiederhergestellt und das Hofgärtnerhaus wieder aufgebaut. Die von Pigage entworfenen Alleen und das große Bassin sind noch erhalten und entsprechen dem Bassin mit dem wasserspeienden „Jröne Jong“, dieser aufgestellt im März 1900, hinter dem Schauspielhaus, der Jägerhofallee (fälschlicherweise oft auch als Reitallee  bezeichnet) von dort zum Schloss Jägerhof und der „Seufzerallee“ entlang der Düssel.

### Der neue Hofgarten

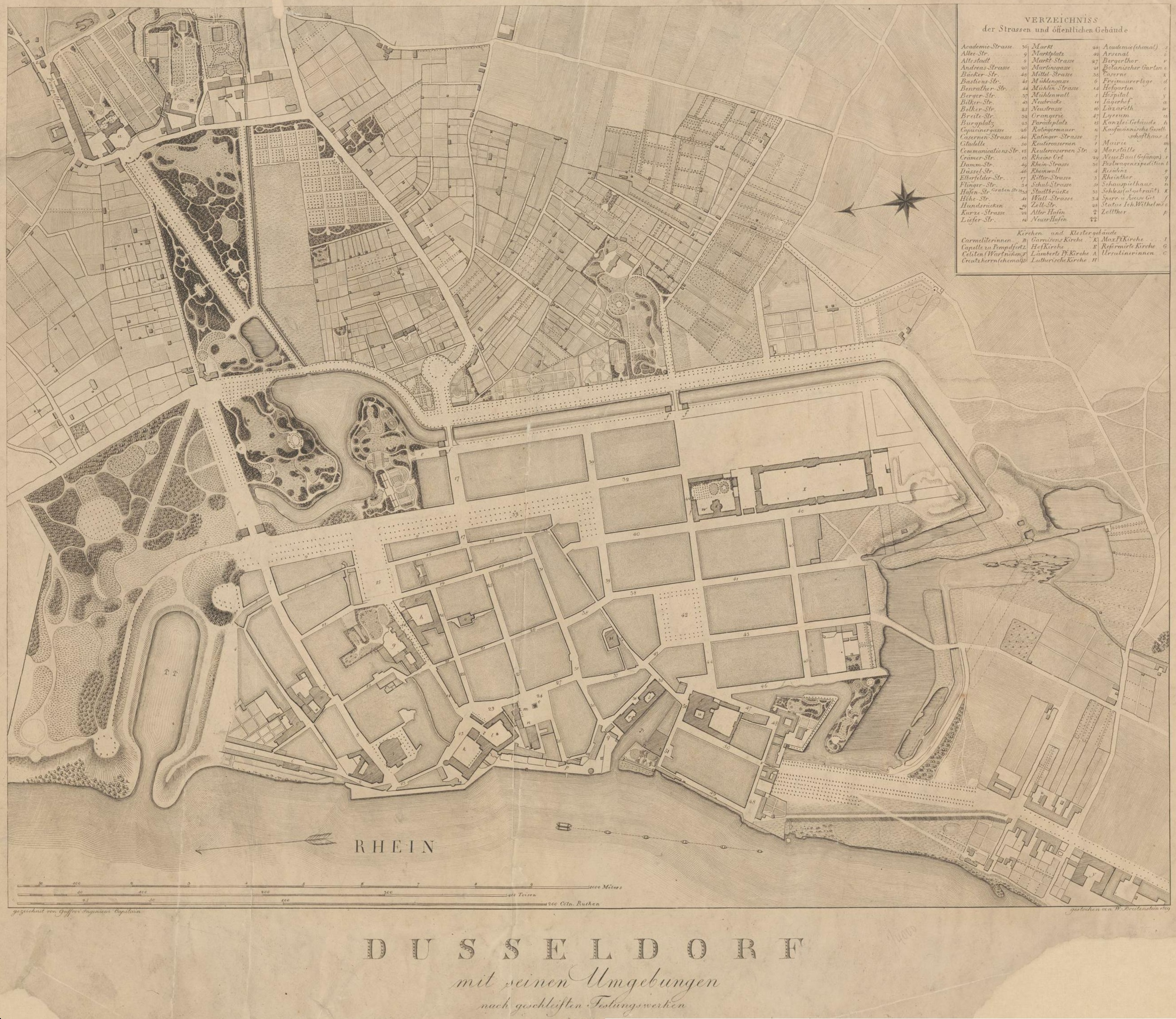
Stadtplan von Düsseldorf 1809: Erweiterung des Hofgartens um das Terrain der früheren Stadtbefestigung im Stil des Englischen Landschaftsgartens unter der Leitung von Maximilian Friedrich Weyhe

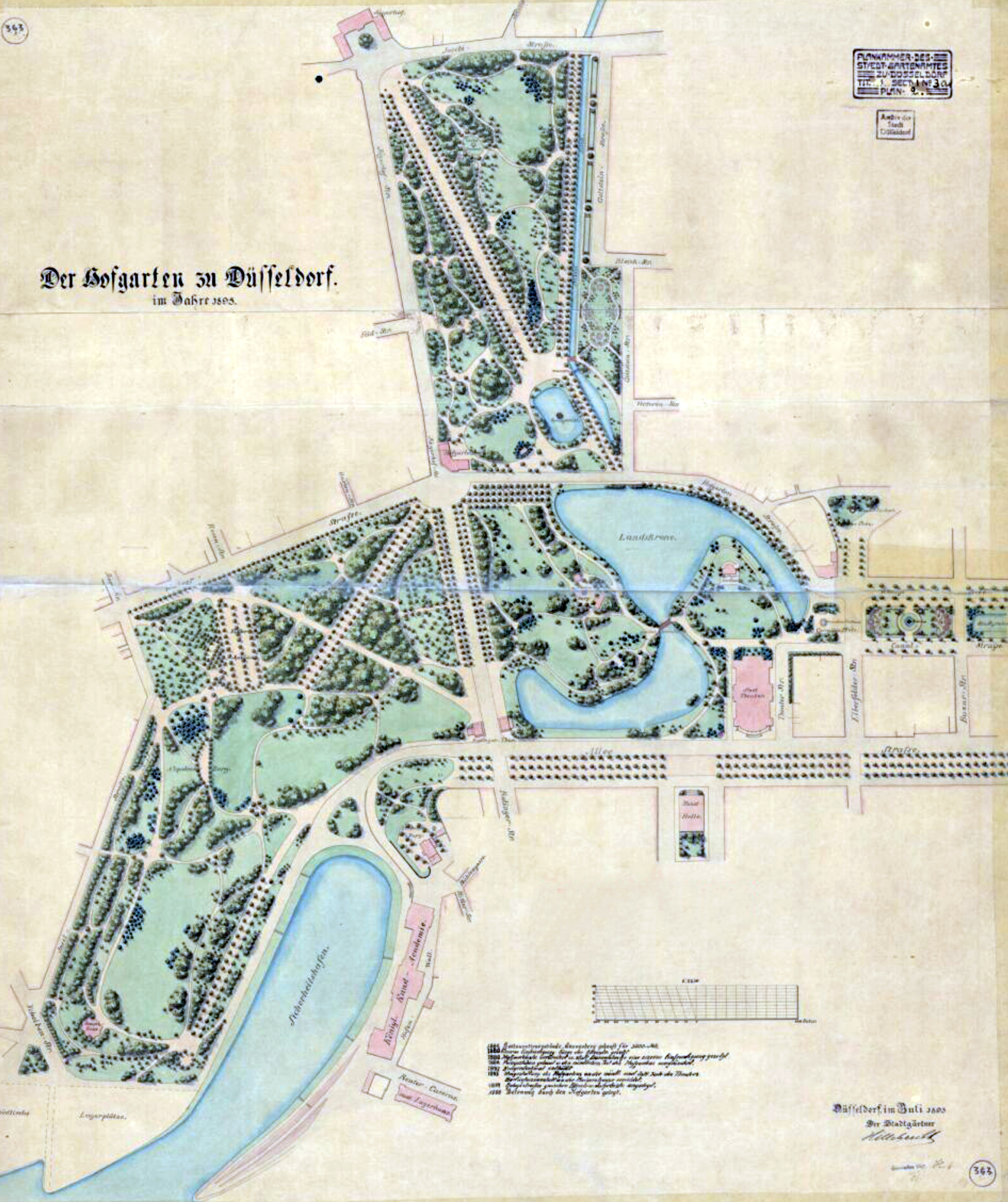
Gärtnerische Gestaltung des Hofgartens mit Hofgärtnerhaus, Ratinger Tor, Stadttheater und Kunst-Akademie am Sicherheitshafen, 1895

Nach dem Frieden von Lunéville von 1801, in dessen Artikel VI sich das Heilige Römische Reich gegenüber Frankreich verpflichtete, die demolierte Stadtbefestigung Düsseldorfs nicht wiederherzustellen, setzte Kurfürst Maximilian Joseph von Pfalz-Bayern eine Kommission zur Schleifung der Festung und Verschönerung der Stadt unter der Direktion von Georg Arnold Jacobi ein und beauftragte sie mit der Entwicklung eines städtebaulichen Konzepts, das auch die Neugestaltung und Erweiterung des Hofgartens umfasste. Die Leitung der technischen Maßnahmen hatten der Hofbaumeister Kaspar Anton Huschberger und der Wasserbaumeister Christian Wilhelm G. Bauer inne. Sie sahen für das an den Hofgarten angrenzende Gelände an der ehemaligen Bastion Landskrone gärtnerische Anlagen (später planerisch konkretisiert zum Jardin Botaníque) und die Regulierung der Gewässer vor. 1804 stieß, auf Betreiben des Kommissionsvorsitzenden Jacobi, der kurkölnische Hofgärtner und Gartenbaumeister Maximilian Friedrich Weyhe zur Kommission. Weyhe schuf einen Landschaftsgarten im englischen Stil und wurde prägend für die Umgestaltung der ehemaligen Festungsstadt Düsseldorf zu einer offenen Gartenstadt. Die Halbinseln, die den von Weyhe geschaffenen Neuen Hofgarten in zwei Teile gliedern, sind durch die Goldene Brücke miteinander verbunden. Über die Brücke verläuft von Osten nach Westen eine Sichtachse zwischen Schloss Jägerhof und heutigem Grabbeplatz, die die Anlagen des Neuen Hofgartens mit den Bereichen des Alten Hofgartens gartenkünstlerisch verbindet.
Im Jahr 1811 erließ Napoleon Bonaparte für die seiner Regentschaft unterstehende bergische Landeshauptstadt ein „Verschönerungsdekret“, das den Düsseldorfern die ehemaligen Wallanlagen bis zum Rheinufer zur Anlage von Grünanlagen überließ. Zu seinen Ehren heißt die malerisch bepflanzte Anhöhe, die im Nordwestteil des Hofgartens aus dem Aushub des nahen Sicherheitshafens modelliert wurde, noch heute Napoleonsberg. Im Jahre 1836 wurde auf dem Ananasberg neben dem Weiher Landskrone ein Ausflugslokal eröffnet, das 1902 durch ein repräsentatives Restaurant ersetzt und im Zweiten Weltkrieg zerstört wurde. Zudem wurde ebenfalls 1902 im westlichen Hofgarten im Rahmen der Industrie- und Gewerbeausstellung ein Jugendstil-Pavillon mit dem Namen Majolikahäuschen errichtet, das jedoch 1926 abgerissen wurde.
In 1815 wurde an der Stelle, wo sich heute der große Spielplatz an der Kaiserstraße befindet, der erste Turnplatz im Rheinland eröffnet. Auf einem großen Findling befindet sich folgende Inschrift: „Hier entstand auf Anregung von Friedrich Ludwig Jahn der erste Turnplatz im Rheinland 15. Mai 1815.“ Aus dieser Bewegung ging der älteste Turnverein der Stadt von 1847 hervor.
1910 wurden in der Achse zwischen der Goltsteinstraße und der Düssel vier große, barocke Schmuckvasen aus französischem Sandstein aufgestellt. Sie stellen Kopien von Vasen aus dem Schlosspark von Versailles dar. Angefertigt hatte sie der Bildhauer Joseph Hammerschmidt, gestiftet waren sie vom Landschaftsmaler Georg Oeder.
1845 sollten Teile des Hofgartens einem Bahnhof geopfert werden, später wollten die Nationalsozialisten dort eine große Aufmarschstraße bauen. Diese Pläne konnten vereitelt werden, doch einige kleine Teile des Parks gingen an die benachbarte Straße verloren. Für die Ausstellung GeSoLei (Gesundheitspflege, soziale Fürsorge und Leibesübungen) wurde 1926 der Ehrenhof wie ein Riegel zum Rhein hin errichtet.
1958 wollte der Stadtplaner Friedrich Tamms für den Bau des Jan-Wellem-Platzes und des Tausendfüßlers den Weiher an der Landskrone teilweise zuschütten. Wegen der großen Proteste der Düsseldorfer Bevölkerung wurde dieser Plan aufgegeben. Aus dieser Zeit resultieren jedoch noch mehrere Fußgängerpassagen. Sie führen unter den Straßen hindurch, welche den Hofgarten durchqueren und verbinden die einzelnen Teile miteinander. Dennoch wurde der Hofgarten durch die sechsspurige Fischerstraße – als Verlängerung der neu entstandenen Berliner Allee und Zufahrt zum Tausendfüßler – und die Maximilian-Weyhe-Allee stärker durchschnitten, als dies vor dem Zweiten Weltkrieg durch die alte Hofgartenstraße der Fall war. 1998 wurde der Hofgarten schließlich in die Denkmalliste der schützenswerten Denkmäler Düsseldorfs aufgenommen.
Am Abend des 9. Juni 2014 wurde der Hofgarten durch ein Gewitter mit Orkanböen, die das Tief Ela ausgelöst hatte, schwer getroffen. Nach erstem Eindruck der Stadtverwaltung ist ungefähr die Hälfte des Baumbestandes zerstört oder so schwer beschädigt, dass er nicht mehr zu retten ist.

### Historische Gasbeleuchtungsanlage
Der Hofgarten verfügt über das technische Denkmal einer Gasbeleuchtungsanlage mit 219 Laternen. In den Jahren 1951 bis 1953 wurde dort eine umfangreiche Beleuchtung installiert, die auf der älteren, bereits um 1908 im Hofgarten bestehenden Gasbeleuchtungsanlage aufbaute. Eine städtische Parkanlage, die überwiegend gasbeleuchtet ist, soll in dieser Form weltweit einzigartig sein. Lediglich ein Teil des Hofgartens, unter dem die U-Bahn verläuft, wird heute mit weißem LED-Licht beleuchtet, da hier ein Verlegen von Gasleitungen als nicht möglich angesehen wurde. Die Gaslaternen spielen in Düsseldorf eine besondere Rolle. Die Installierung von etwa 2400 Laternen führte 1843 zur Gründung der Stadtwerke Düsseldorf. Einzelne Leuchtentypen basieren auf Mannesmann-Patenten und wurden dort im einst einzigartigen nahtlosen Gussverfahren hergestellt.
In den 1950er Jahren wurde der noch heute in der Parkanlage vorhandene Leuchtentyp „Modell Frankfurt“ verwendet, der vermutlich in Europa sonst nicht mehr anzutreffen ist. Die Goldene Brücke des Hofgartens und die Karlsbrücke in Prag sind weltweit die einzigen mit Gaslaternen beleuchteten Brücken.

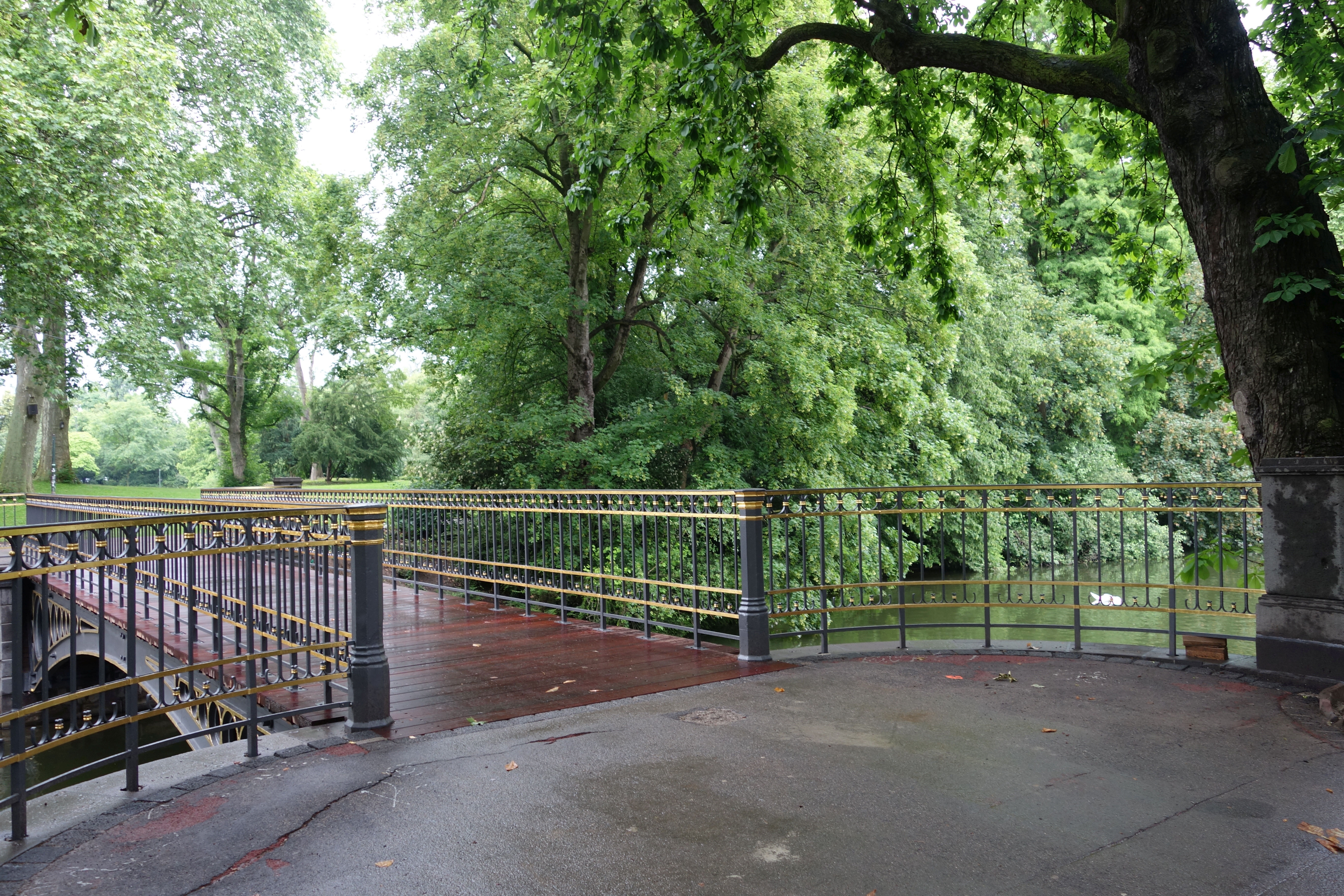
Goldene Brücke, Brückengeländer von 1951 (nach Restaurierung im Juni 2016)

Die Stadt Prag hat begonnen, Gaslaternen wieder im Stadtgebiet aufzubauen. Die Stadtverwaltung Düsseldorf (Amt für Verkehrsmanagement) plante seit längerer Zeit alle in nicht Erhaltungssatzungen unterliegenden Bereichen liegenden Gaslaternen zu entfernen. Aufgrund massiver Proteste wurde in einem Ratsbeschluss unter anderem geregelt, dass die durch den Orkan Ela zerstörte Gasbeleuchtung des Hofgartens wieder aufgebaut wird, nur etwa 90 von 219 Laternen blieben unbeschädigt. Die Wiederherstellung war im Sommer 2018 in Teilen erfolgt. Die Zündung der Gaslaternen im Hofgarten erfolgt heute elektrisch über eine Photozelle und nicht mehr über eine sogenannte „Druckwelle“, die ansonsten im Stadtgebiet Düsseldorf zur Zündung eingesetzt wird. Im Sommer 2019 wurden die restaurierten historischen Laternen auf der Goldenen Brücke wieder installiert.
Der vorgesehene weitere Abriss von etwa 10.500 der noch vorhandenen 14.500 Düsseldorfer Gaslaternen wird heftig in der Öffentlichkeit kritisiert.Stand 08/2018

### EUROGA 2002plus

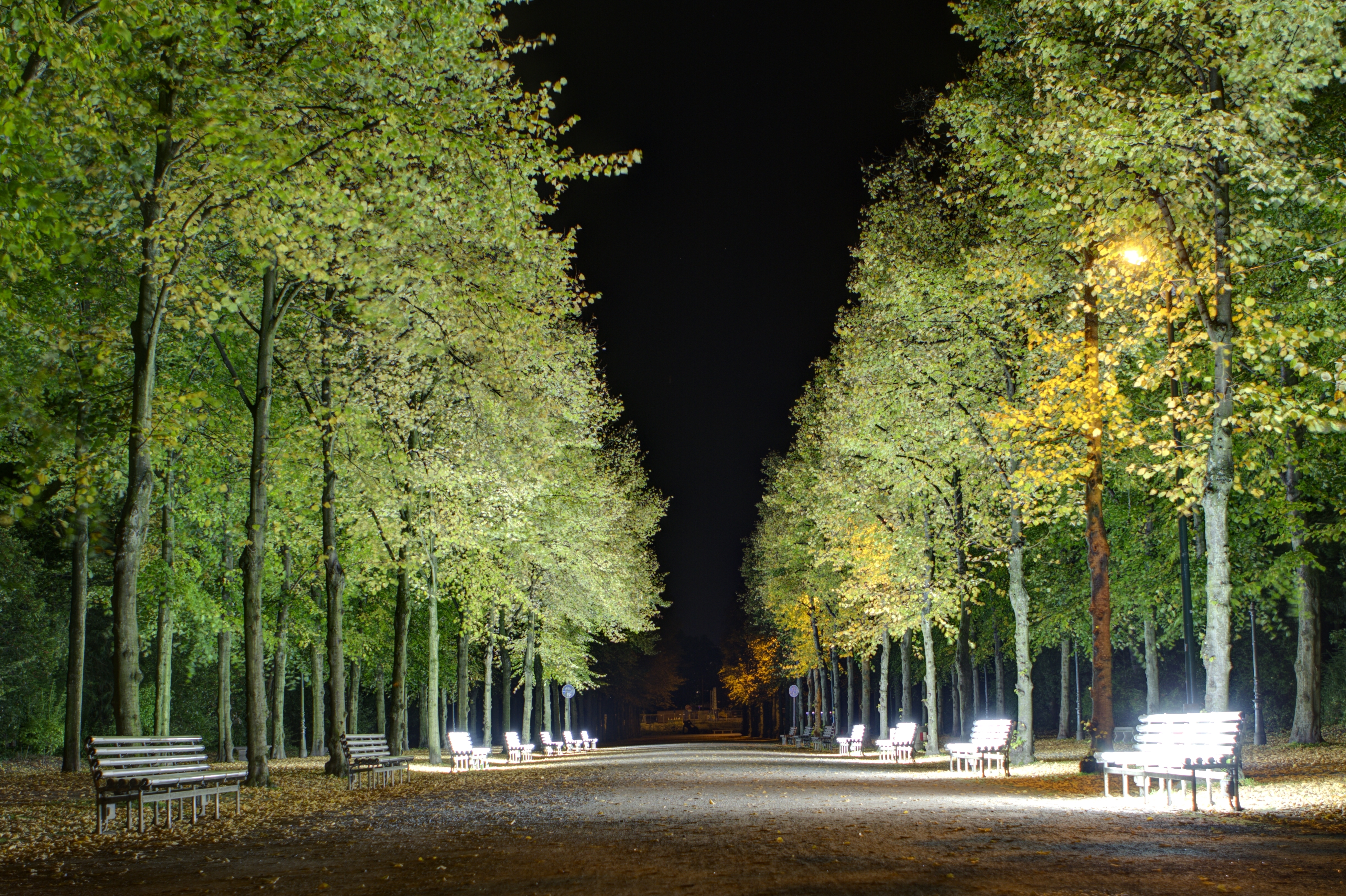
Lichtbank-Installation „UVA-UVB“ von Stefan Sous, auf der Jägerhofallee (2015)

Im Jahre 2002 wurde der Hofgarten im Rahmen der „Dezentralen Landesgartenschau“ und der EUROGA 2002plus aufwendig saniert und umgestaltet. Durch Rodung mehrerer Randbepflanzungen sowie eine Erneuerung der Eingangssituationen wurde der Park wieder zur Stadt geöffnet. Der Bereich Hofgarten/Oper/Heinrich-Heine-Allee wurde neu gestaltet. Dabei wurde die ehemalige Sichtachse von der Heinrich-Heine-Allee zur Jägerhofstraße wieder hergestellt und das Denkmal des Dramatikers Christian Dietrich Grabbe umgesetzt. Daneben gab es mehrere kleinere Einzelmaßnahmen wie die Sanierung der Wege und der Möblierung.
Während der EUROGA wurde der Hofgarten zum öffentlichen Ausstellungsort. So gab es mehrere unterschiedliche Installationen über den Park verteilt. Einige blieben bis heute erhalten, so zum Beispiel die nachts erstrahlenden Lichtbänke „UVA-UVB“ des Düsseldorfer Künstlers Stefan Sous entlang der Reitallee.
2004 wurde der Hofgarten wegen seiner aktuellen und kulturhistorischen Bedeutung in die Straße der Gartenkunst zwischen Rhein und Maas aufgenommen.

### Wehrhahn-Linie undKö-Bogen
Durch den Bau der sogenannten Wehrhahn-Linie und durch das Projekt Kö-Bogen werden die Königsallee sowie die Hofgartenstraße wieder ebenerdig an den Bereich der Landskrone angebunden.
Die Planungen für das Projekt Kö-Bogen sehen nach dem 2013 vollzogenen Abriss des von Friedrich Tamms entworfenen Tausendfüßlers, dessen nördliche Rampe den Hofgarten teilt, den Bau eines Tunnels als Ersatz an selber Stelle vor. Der nördliche Tunnelmund sowie die unveränderte Trassierung der Straßenbahn verhindern jedoch ein Zusammenwachsen der beiden Teile des Hofgartens. Durch den Wegfall zweier Passagen sind beide Teile des Gartens nach Abschluss des Projekts untereinander nicht mehr verkehrsfrei verbunden. Zudem wurden der Weiher an seinem südöstlichen Ufer im Rahmen der Bauarbeiten am Jan-Wellem-Platz zugunsten einer Interimsstraße verkleinert und die Bäume, die nach den Plänen von Maximilian Friedrich Weyhe eine Trennung des Hofgartens zur Stadt hin, lediglich unterbrochen von vereinzelten Zugängen, bewirken sollten, gefällt. Entgegen diesem historischen Entwurf von Weyhe wird der Hofgarten an besagter Stelle offen zu dem vom Architekten Daniel Libeskind entworfenen Gebäude auf dem Jan-Wellem-Platz gestaltet, was von Bürgervereinen kritisiert wird.

## Freizeit- und Erholungswert
Der Hofgarten gilt als „grüne Lunge“ der Stadt Düsseldorf. Obwohl der Hofgarten von stark lärmenden Straßen umgeben und durchzogen wird, ist die subjektive Lärmwahrnehmung dank dem visuell abschirmenden Baum- und Strauchbestand und dank der Größe der Parkanlage erheblich gemindert. Auf seinem Gelände gibt es einen großen und zwei kleine Kinderspielplätze, zwei Hundeauslaufplätze sowie zwei Teiche mit vielen Enten und Schwänen. Wegen seiner zentralen Lage wird er gerne von Angestellten der umliegenden Firmen sowie von Besuchern der Innenstadt als Rastplatz in Anspruch genommen. Auch sonntags wird der Hofgarten gerne von Spaziergängern genutzt. Sommers dienen seine Liegewiesen dem Sonnenbad. Für das innerstädtische Klima haben der reiche Baumbestand und die offenen Wiesenflächen eine hohe Bedeutung.
In Abend- und Nachtstunden findet in einem Teilbereich an der Inselstraße zuweilen das Cruising statt.

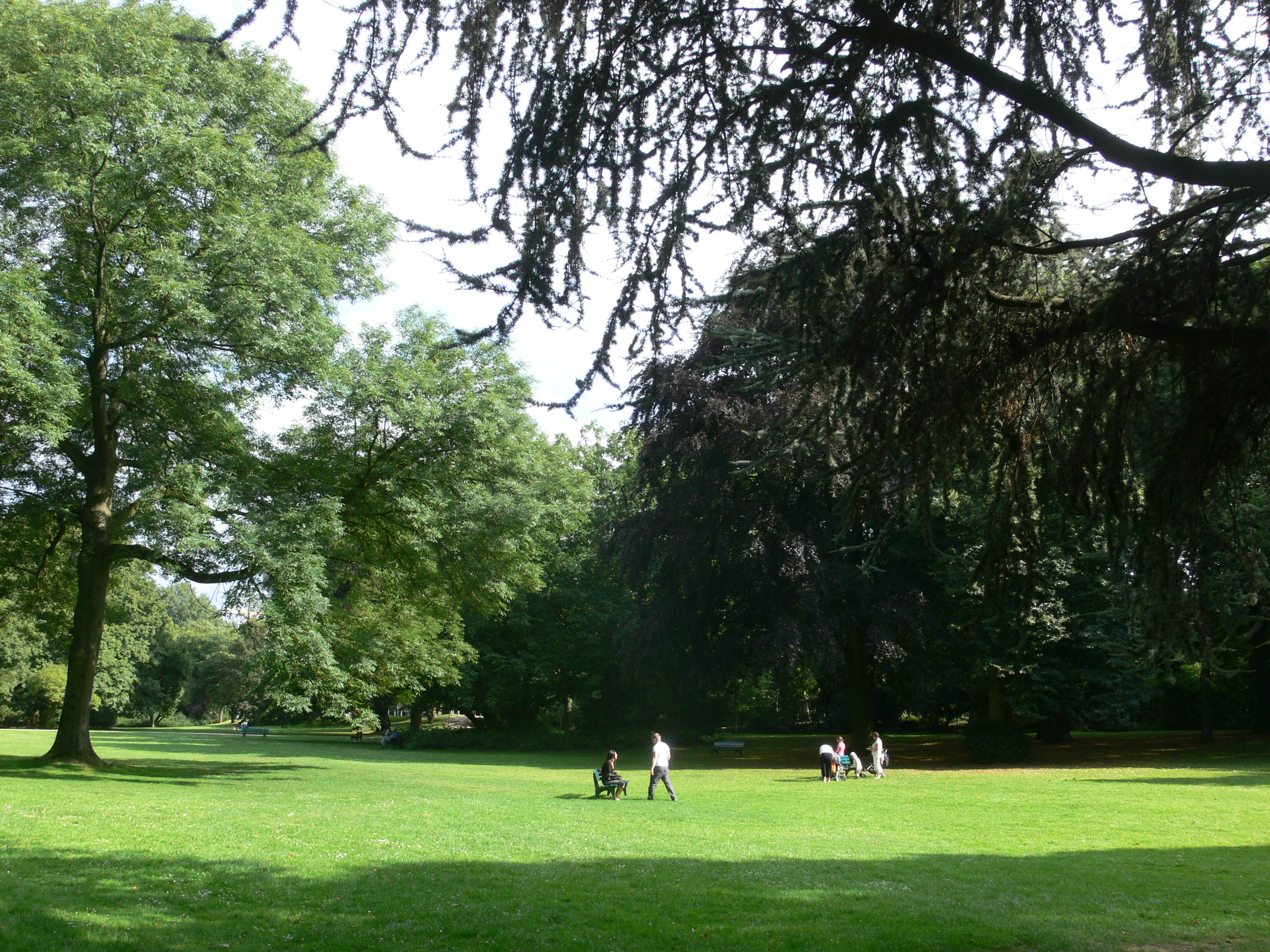
Schützenwiese im Hofgarten, 2011
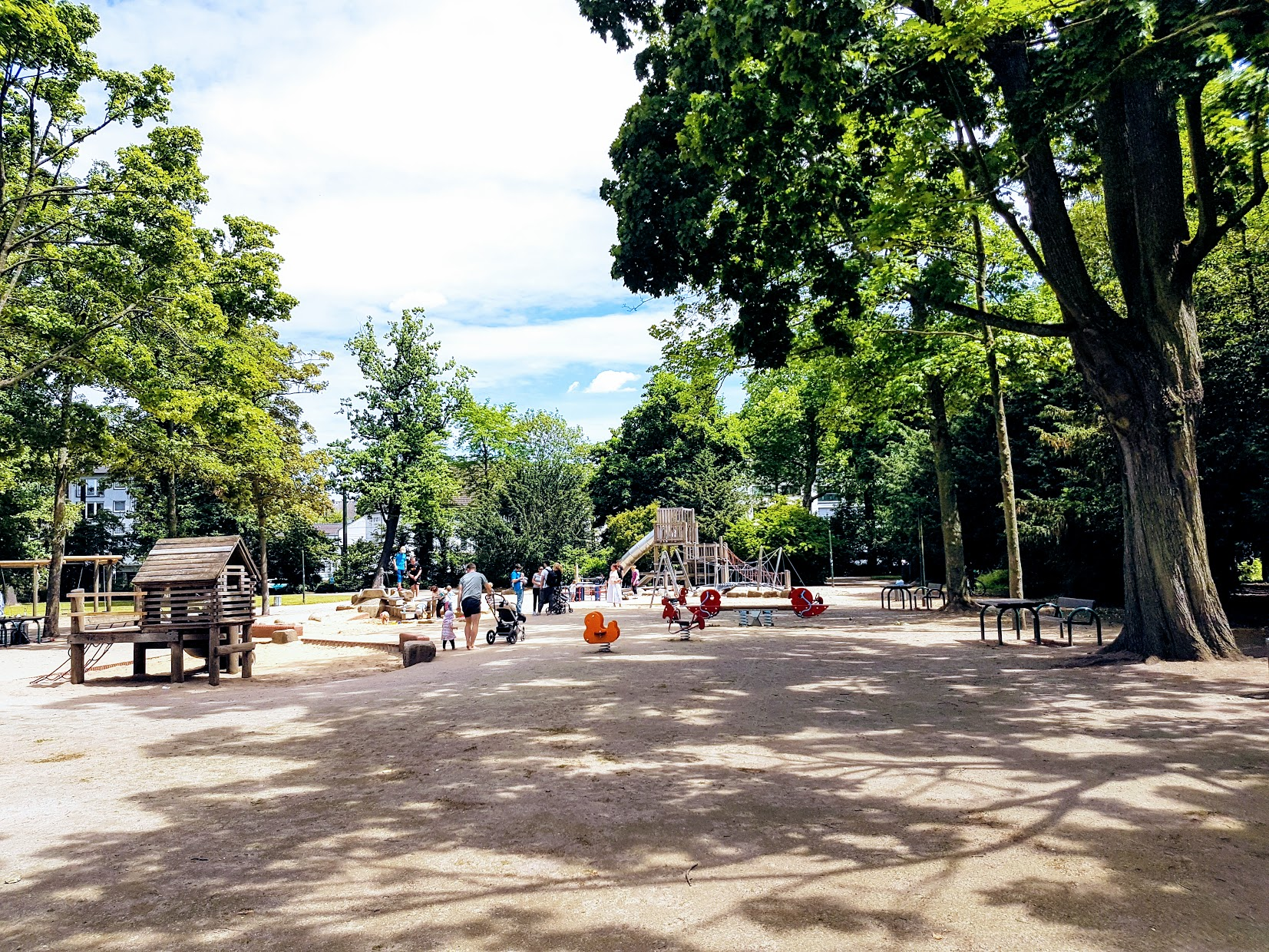
Hofgarten, Kinderspielplatz, 2007
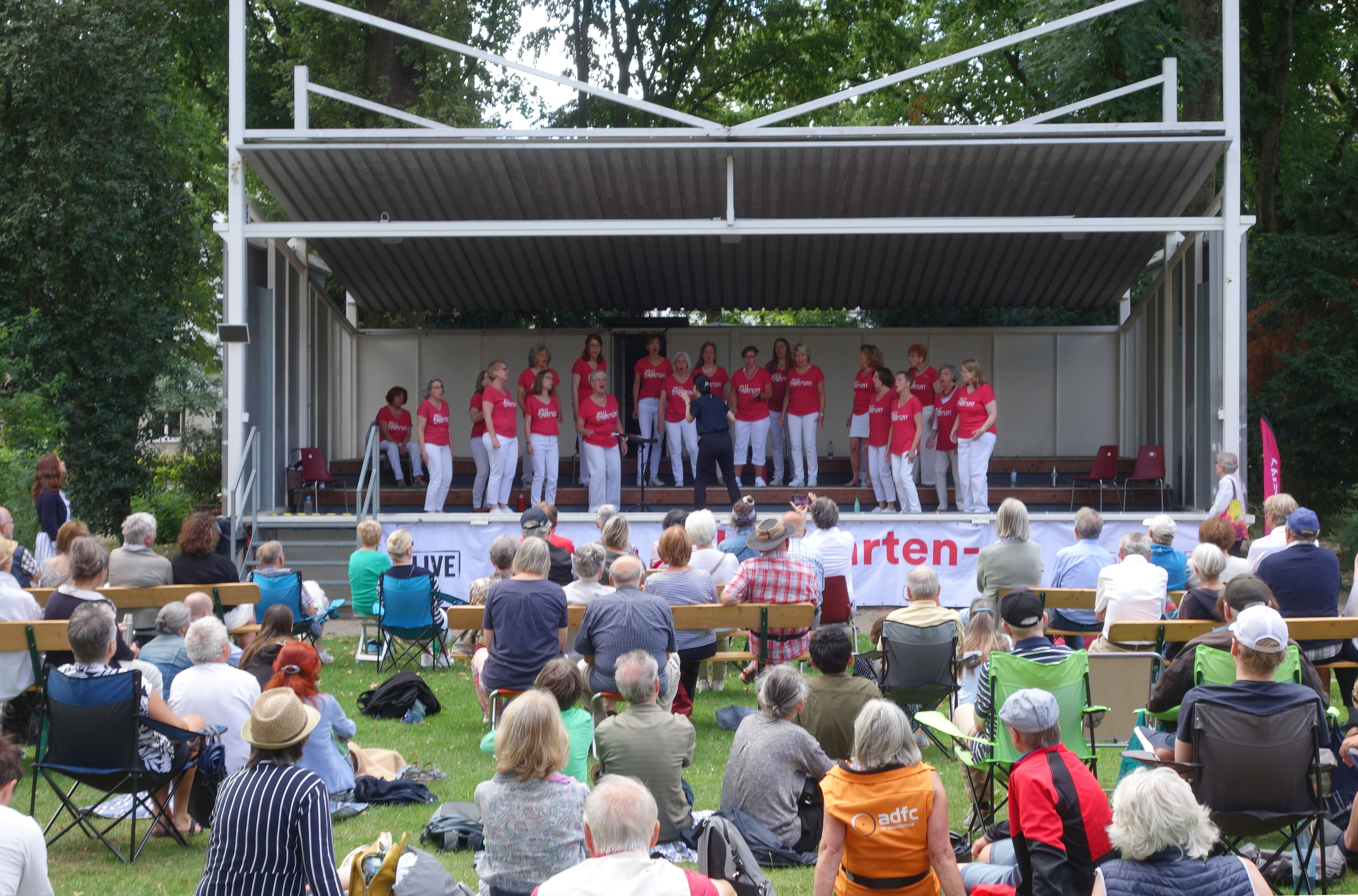
Matinee jeden Sommersonntag im Musikpavillon
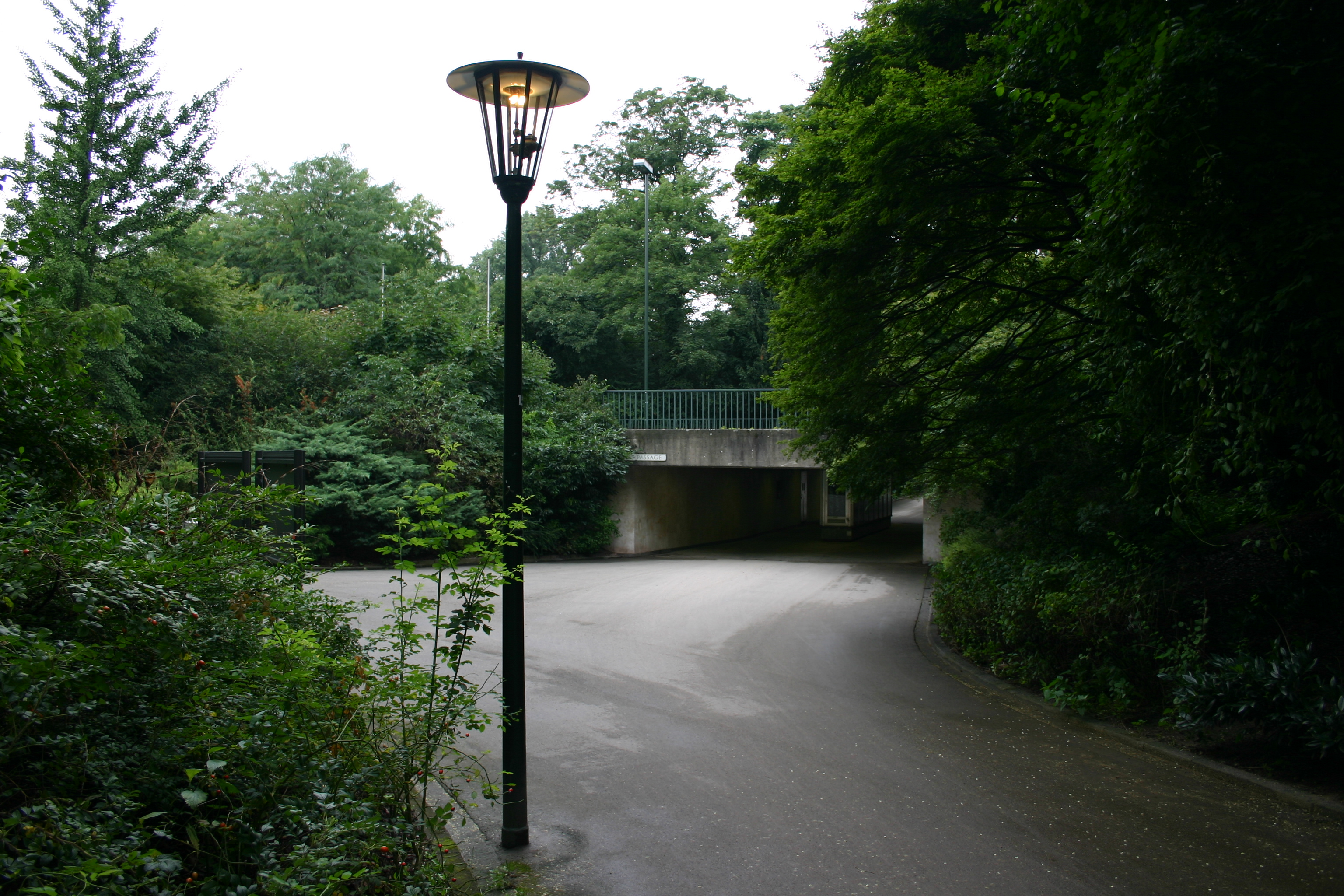
Weyhe-Passage, benannt nach Maximilian Friedrich Weyhe, und Gaslaterne Modell „Frankfurt“

## Tierwelt
Im Jahr 1937 wurde das sogenannte Schwanenhaus am Weiher der Landskrone der Goldenen Brücke gegenüberliegend errichtet. Es diente mit dem zum Wasser ausgerichteten Untergeschoss der Versorgung der Schwäne im Winter. Seit 1994 werden die Räumlichkeiten von einer Gruppe engagierter Tierschützer genutzt, die sich hier um kranke oder verwundete Schwäne, Gänse und Enten kümmert. Das heute unter Denkmalschutz stehende „Vogelhäuschen“ aus Backstein und Holz wurde 2017 aufwändig restauriert.

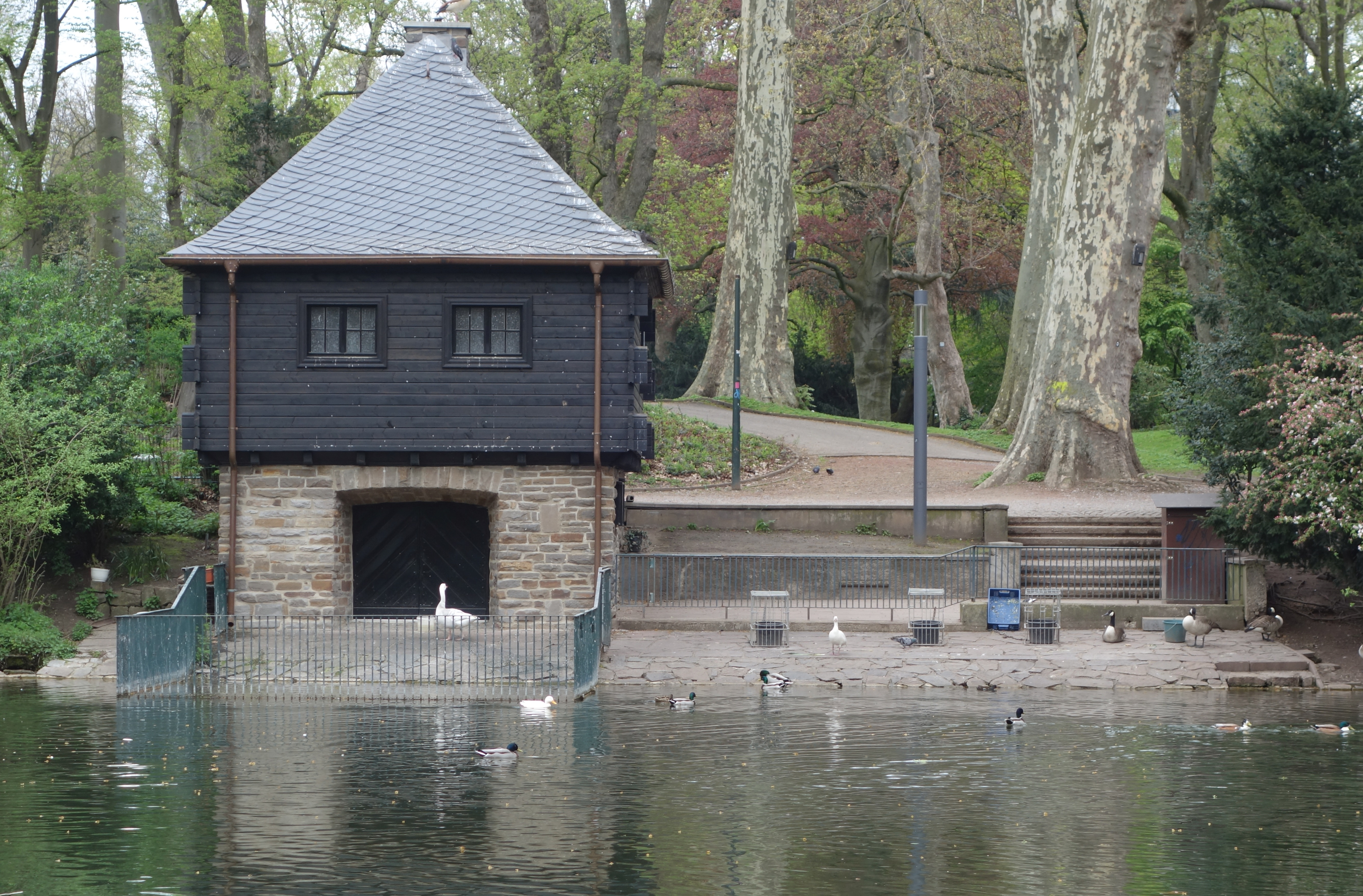
Schwanenhaus (2018)
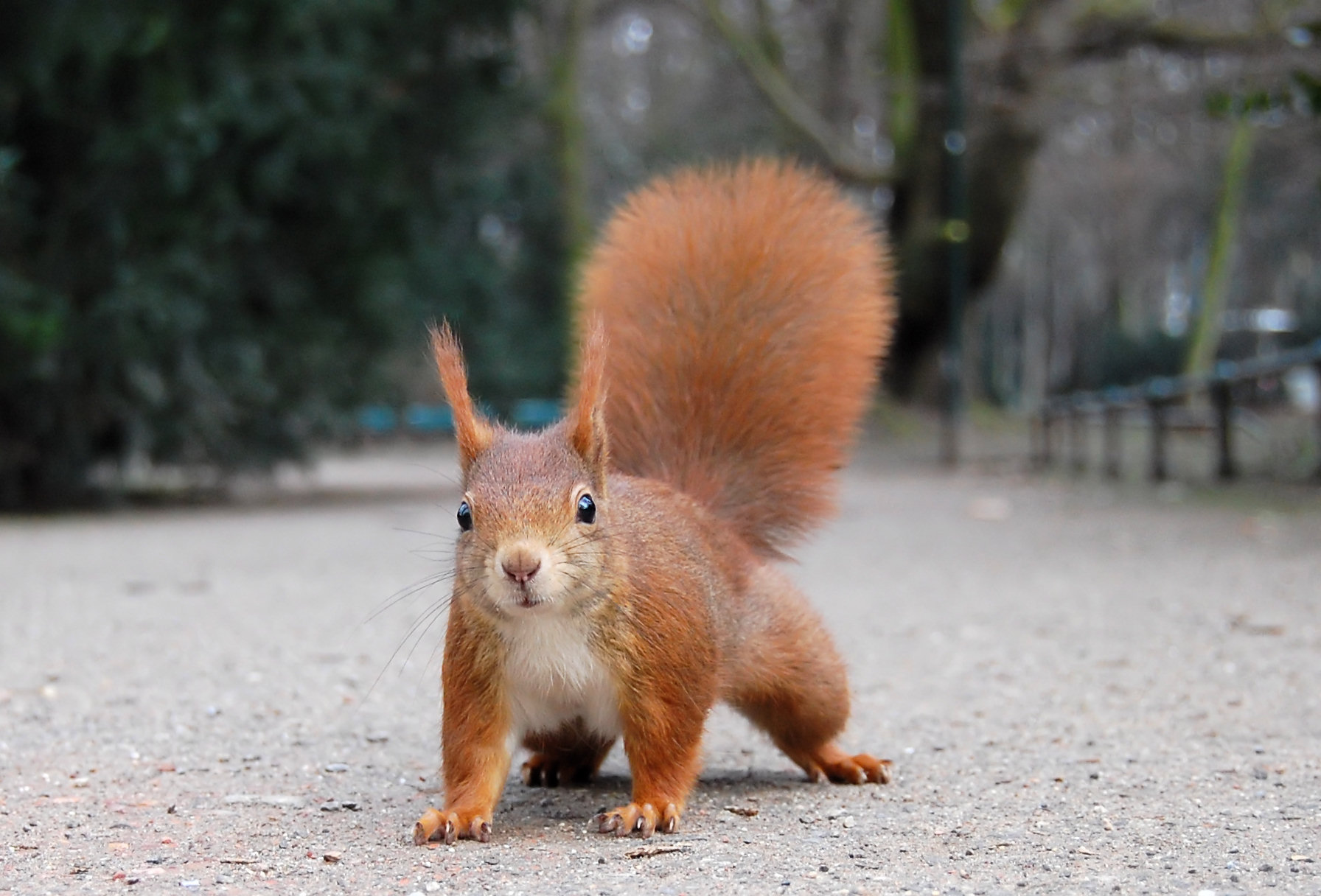
Eichhörnchen im Hofgarten (2007)
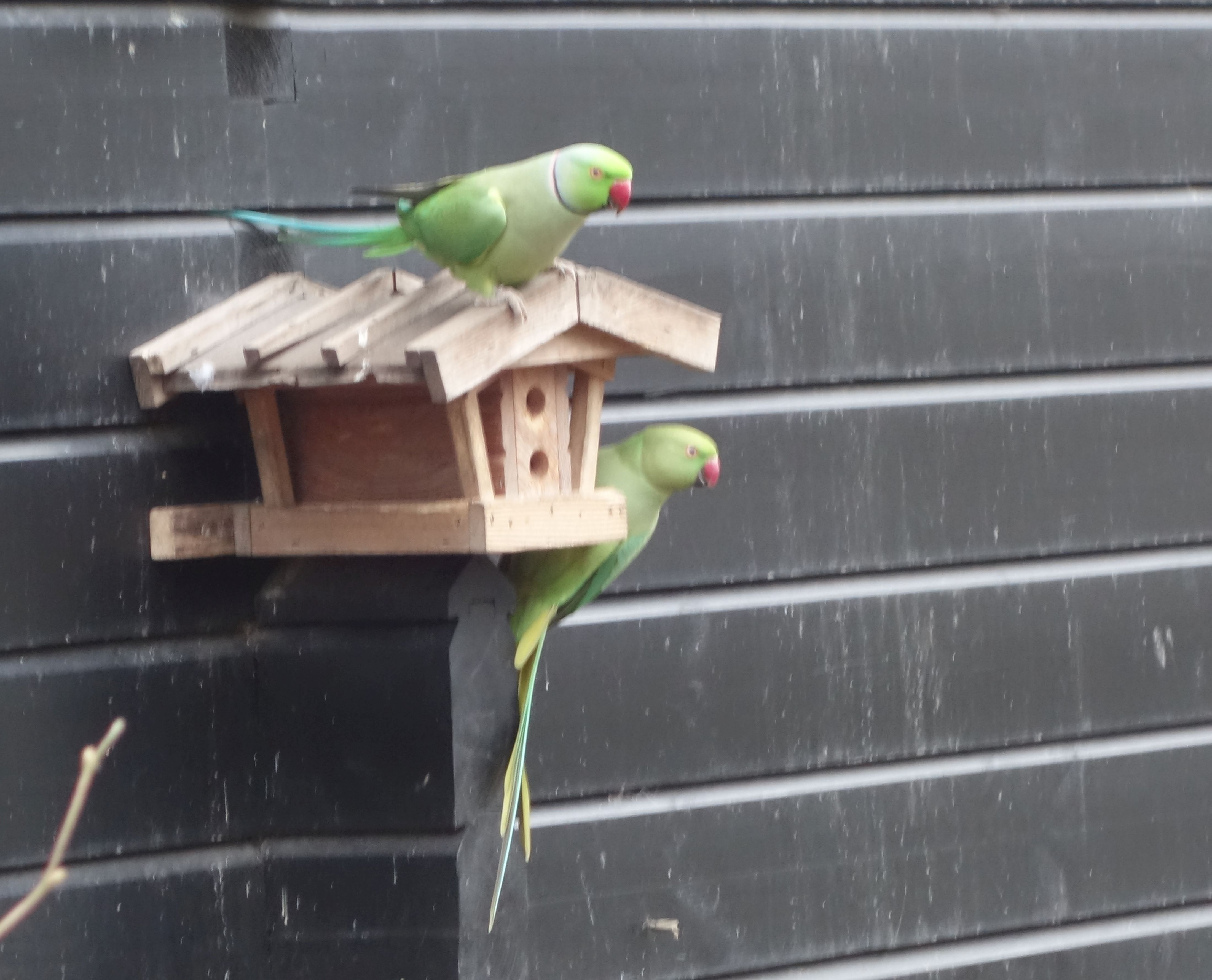
Halsbandsittiche (2023)
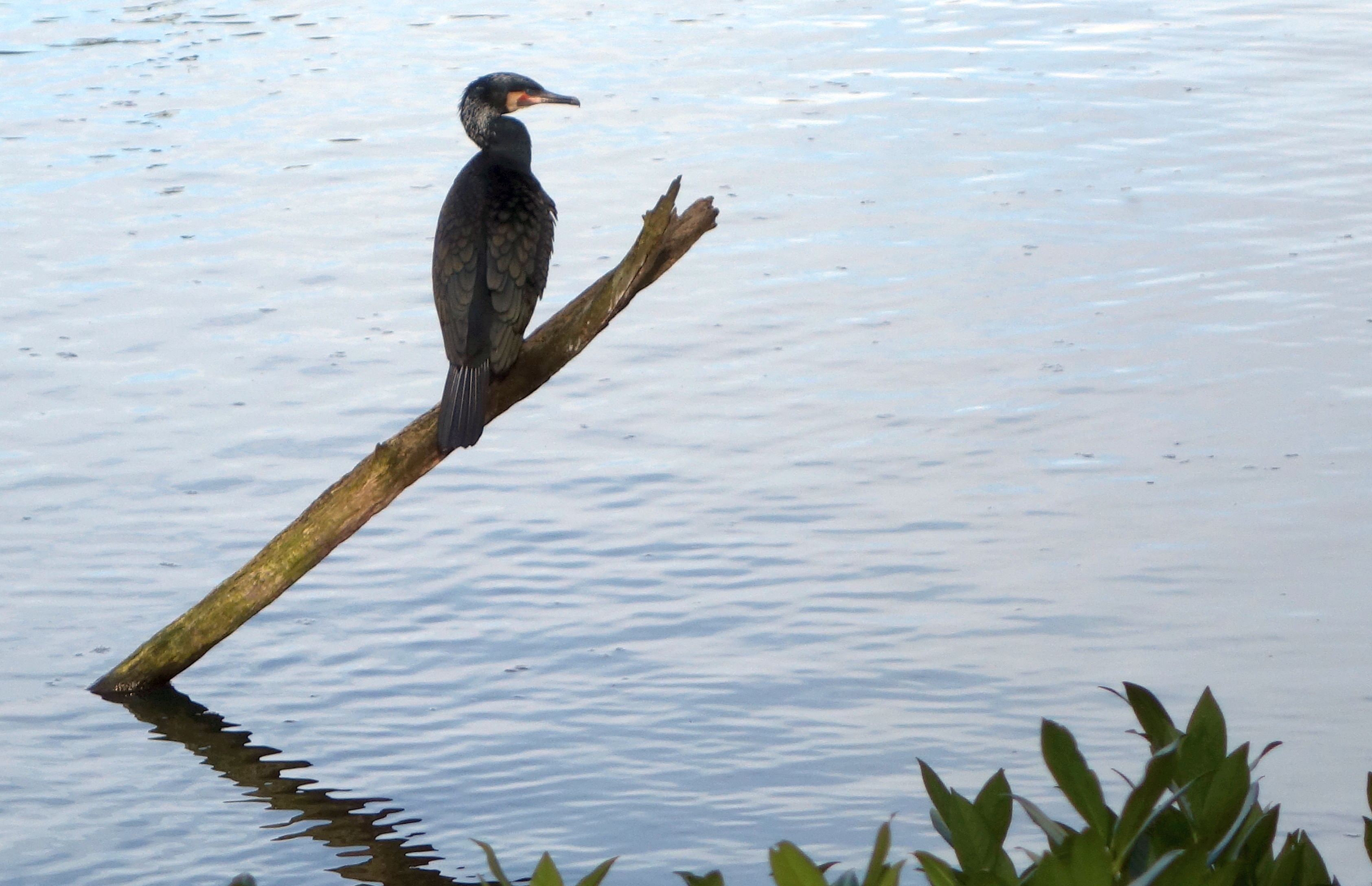
Kormoran auf seinem Stammplatz (2024)
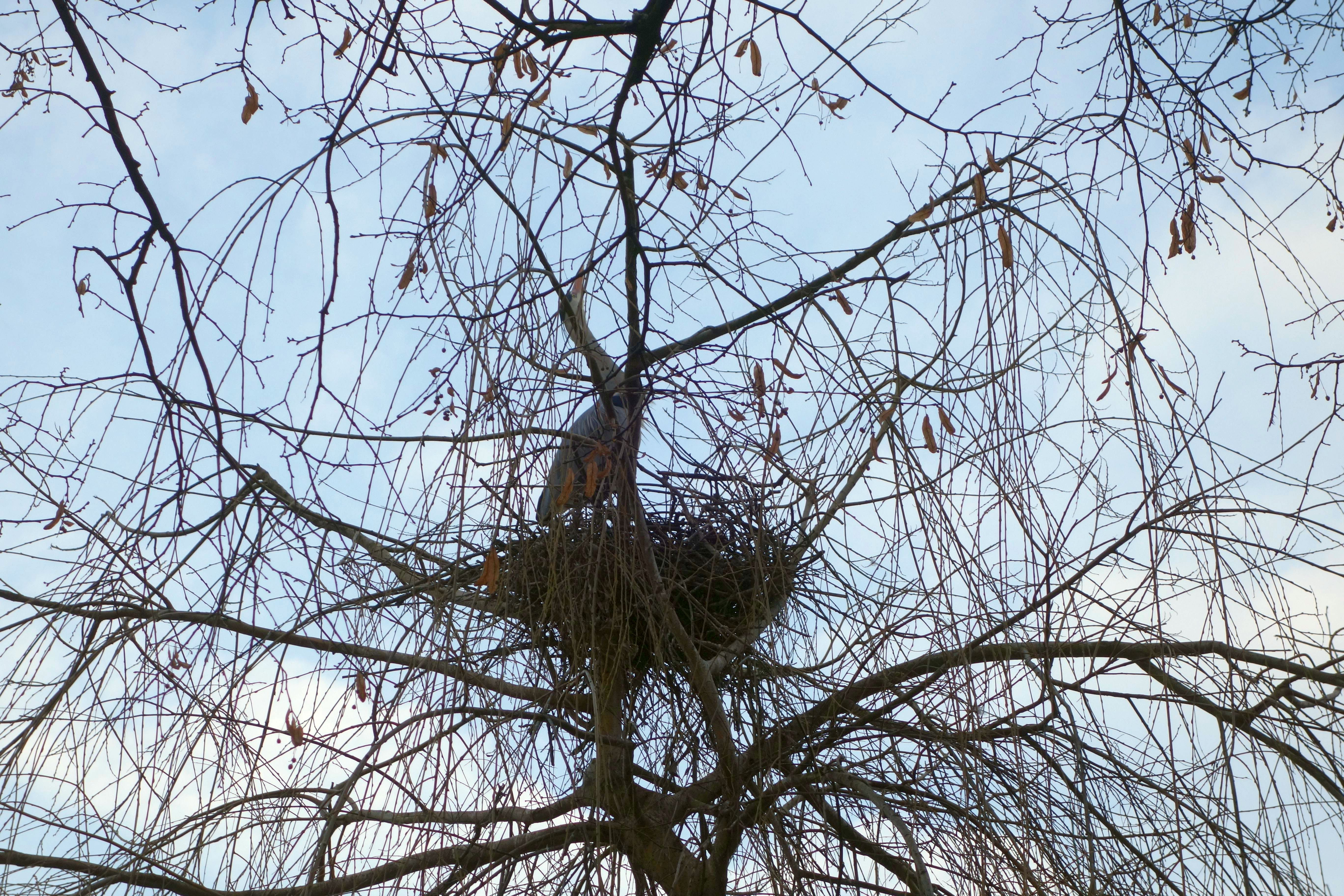
Reiher im Nest (2025)
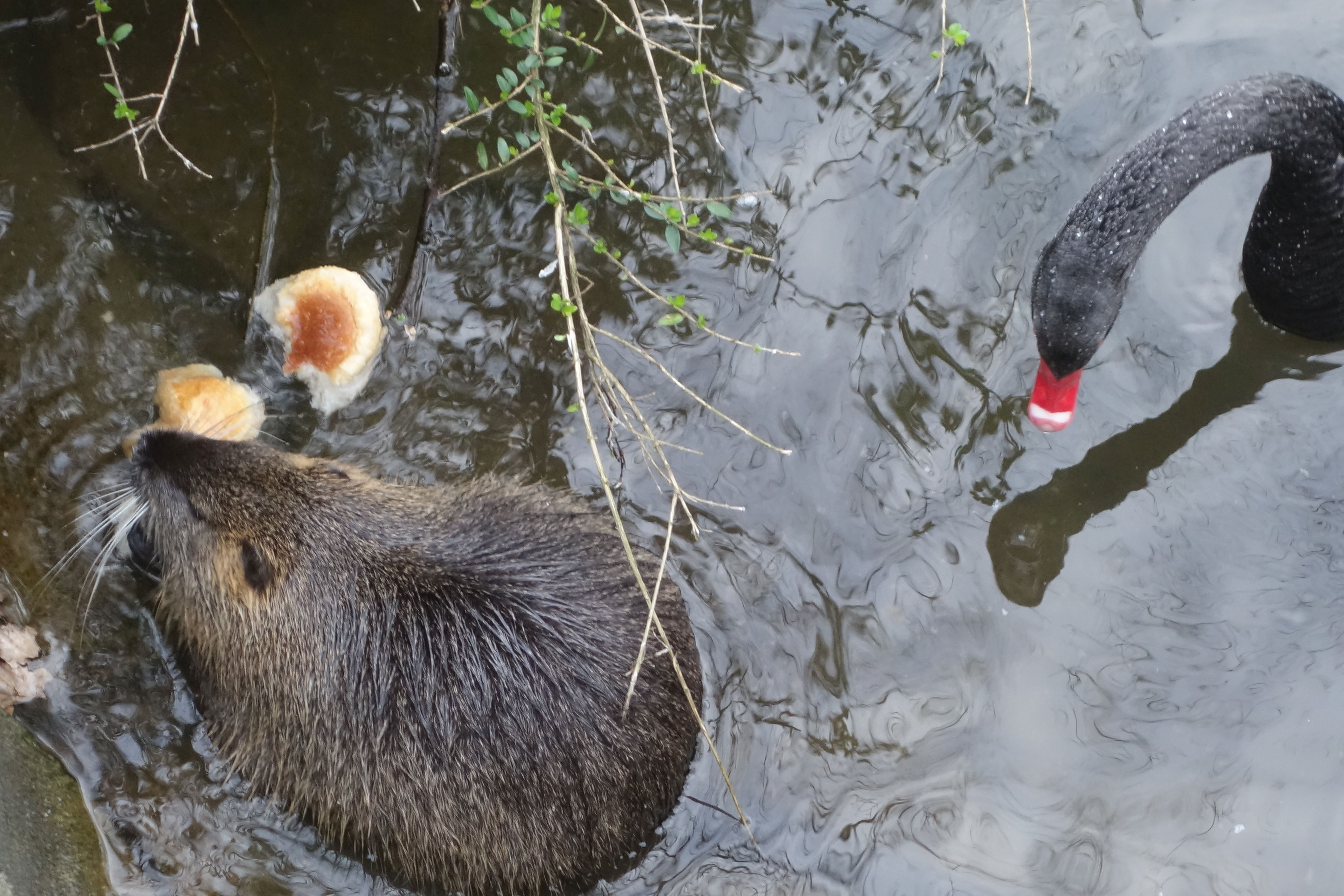
Bis zu der Zeit Nutria und schwarzer Schwan (März 2024)
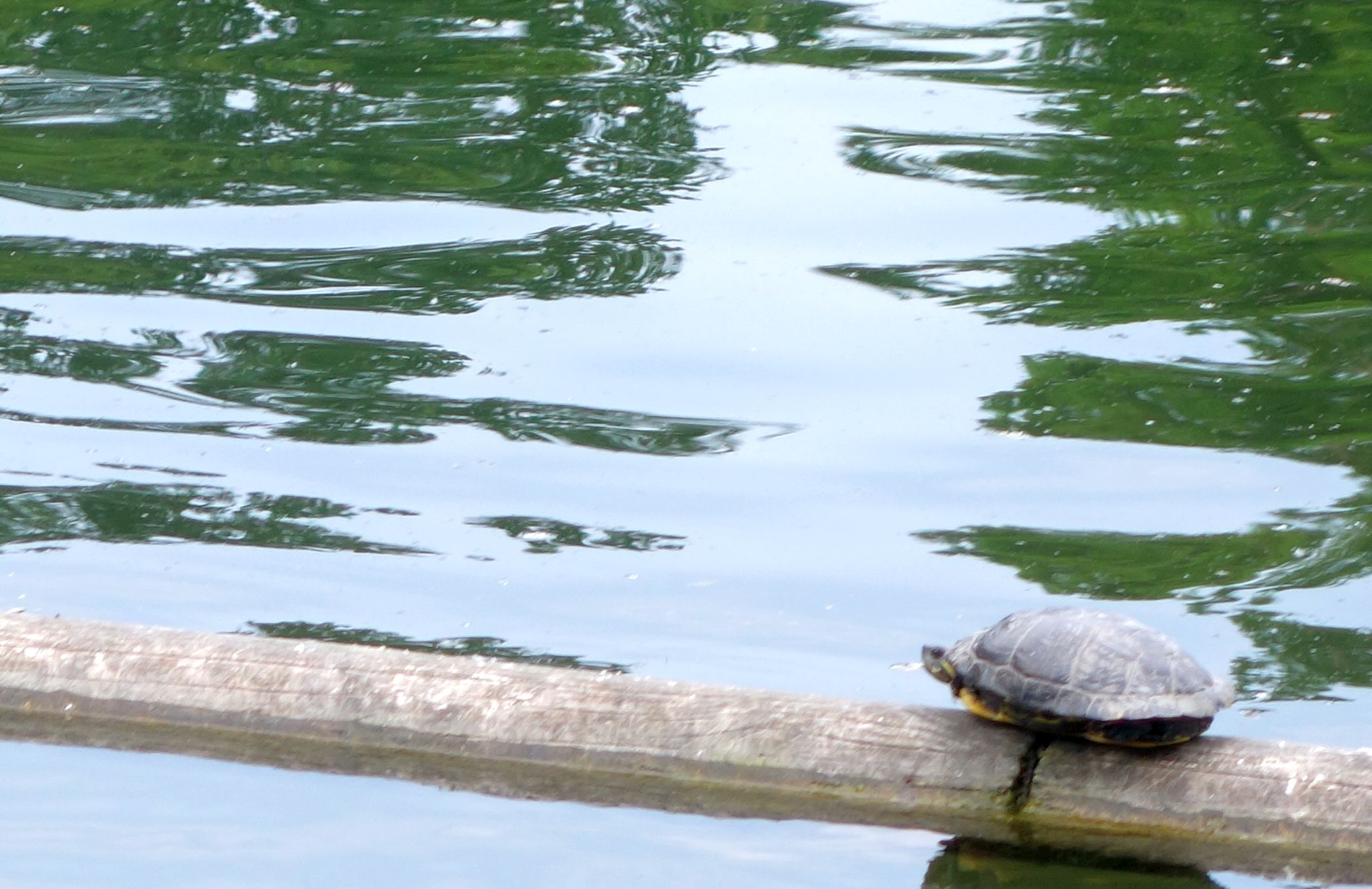
Wasserschildkröte (2025)

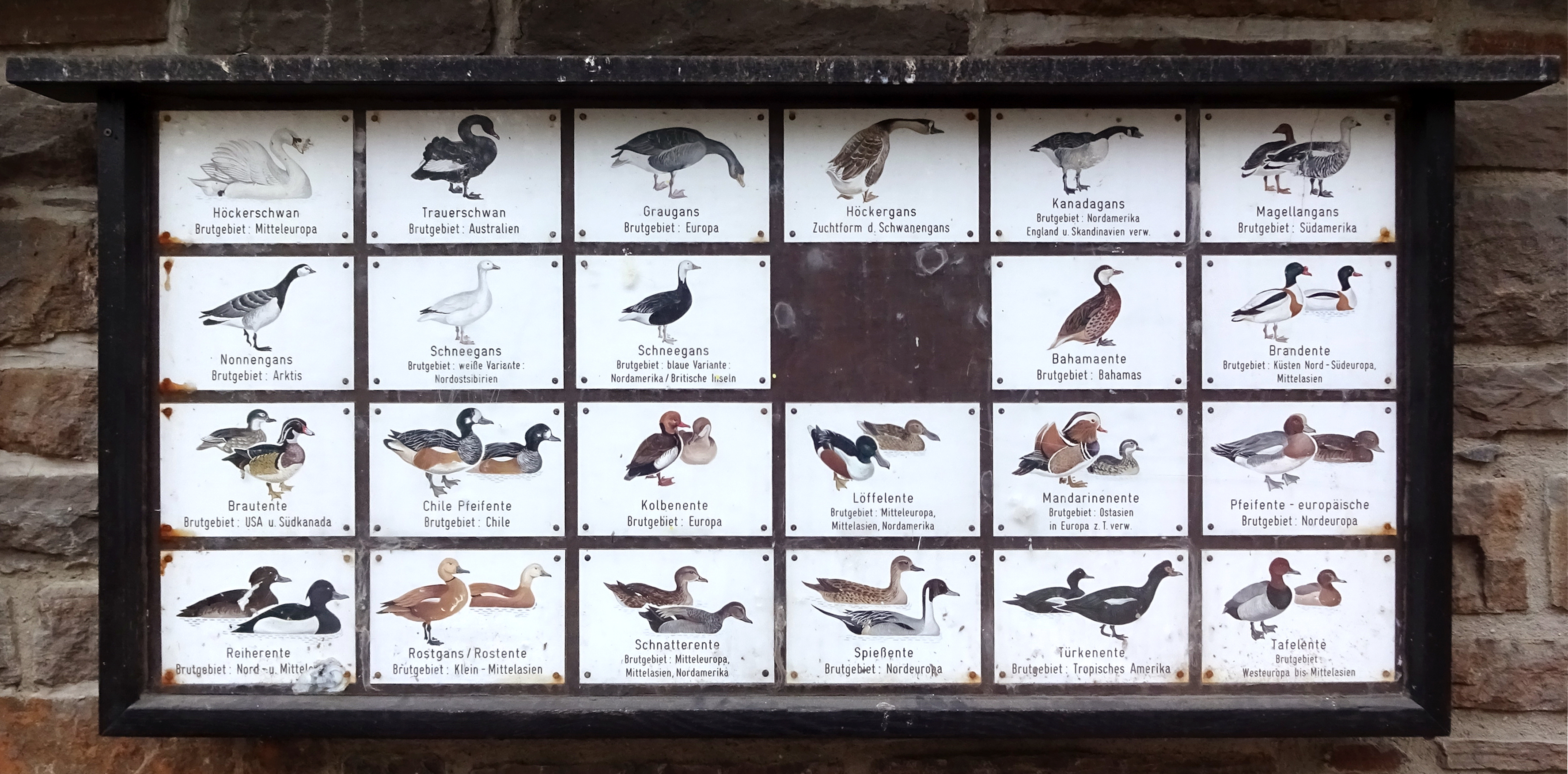
Übersicht der domestizierten Entenvögel im Hofgarten

## Denkmäler und Kunstobjekte
Auch als Raum für Denkmäler und Kunstobjekte ist der Hofgarten von herausragender Bedeutung, zahlreiche Objekte von bekannten Künstlern tragen zur Gestaltung verschiedener Parkbereiche bei:
- Harmonie von Aristide Maillol, gestiftet in 1953 vom Kunstverein zu Ehren Heinrich Heine, auf dem Napoleonsberg[14]
- Heinrich-Heine-Gedenkstätte, Entwurf der Gesamtanlage und des bronzenen Heine-Reliefs von Ivo Beucker, auf dem Napoleonsberg
- Landschaftssituation strg c / strg v (Weg, Laterne, Gartenbank) von Anja Vormann und Gunnar Friel, an der Wiese südlich des Napoleonbergs
- Gründgens-Denkmal von Peter Rübsam im Goltsteinparterre, hinter dem Schauspielhaus
- Der Mahner von Wadim Sidur wurde 1985 auf dem Ananasberg aufgestellt.
- Märchenbrunnen von Max Blondat, wurde 1905 am Fuß des Ananasbergs aufgestellt.[15]
- Two Piece Reclining Figure von Henry Moore, auf einer Rasenfläche hinter dem Opernhaus
- Robert Schumann-Denkmal von Karl Hartung, am Opernhaus[16]
- Felix Mendelssohn Bartholdy-Denkmal (eine Rekonstruktion) wurde 2012 an der Südseite des Hofgartens neben dem Opernhaus an der Heinrich-Heine-Allee wiedererrichtet.
- Grabbe-Denkmal, der von Walter Scheufen stammende Entwurf für die Büste Grabbes befindet sich im Stadtmuseum. Der im Jahr 1917 gefallene Künstler konnte sein Werk nicht mehr selbst ausführen. Die vom Heimatverein „Alde Düsseldorfer“ anlässlich des 150. Todestages von Christian Dietrich Grabbe gestiftete Büste wurde von Kurt Räder angefertigt, die Steinmetzarbeiten des aus mehreren Pfeilern abgestuften Sockels aus schwedischem Granit von Bernd Bodechtel (* 1939). Die Büste wurde in der Nähe des Opernhauses aufgestellt, von wo aus eine gute Sichtverbindung zum Grabbeplatz besteht.[17]
- Louise-Dumont-Gedenkstätte von Ernesto de Fiori, am Hofgärtnerhaus
- Grasendes Fohlen von Renée Sintenis, an der Seufzerallee entlang der Düssel
- Immermann-Denkmal von Clemens Buscher, befand sich von 1901 bis 1936, so wie auch das Felix Mendelssohn Bartholdy-Denkmal, in einer Frontnische der Eingangsfassade des Düsseldorfer Stadttheaters. Das Immermann-Denkmal wurde 1940 an der Goltsteinparterre aufgestellt.
- Marmorbank mit Katzen des Bildhauers Rudolf Bosselt wurde 1904 für den „Architektonischen Garten“ von Peter Behrens am Kunstpalast gefertigt. Die Bank, eine von zwei Bänken, war eine Stiftung von Georg Oeder und wurde nach der Großen Gartenbau-Ausstellung an der Goltsteinparterre hinter dem Schauspielhaus aufgestellt.[18]
- Kopien von Vasen des Schlossparks von Versailles von Joseph Hammerschmidt zwischen Düssel und Goltsteinstraße
- Röhrender Hirsch von Josef Pallenberg, wurde 1909 hinter dem Hofgärtnerhaus, dem heutigen Theatermuseum, aufgestellt. Im Rahmen der „Metallspende des deutschen Volkes“ abgebaut, überstand den Zweiten Weltkrieg, wurde Ende 1945 wieder aufgestellt. 1956 versetzte man den Röhrenden Hirsch an seinen jetzigen Standort im Hofgarten westlich der Kaiserstraße.
- Ehrenmal des 1. Westfälisches Feldartillerie-Regiment Nr. 7 von Rudolf Zieseniss, im Buchenwäldchen, unweit der Maximilian-Weihe-Allee und Kaiserstraße;
davor befindet sich eine Bronzeplatte mit Lorbeerkranz für die im Zweiten Weltkrieg gefallenen Soldaten des „Artillerie-Regiments 26“ von Rudolf Christian Baisch
- Jröne Jong oder Ungebetener Gast von Joseph Hammerschmidt im Runden Weiher war eine Stiftung von Georg Oeder. Die in 1900 aufgestellte Figurengruppe war die erste Fontäne im Stadtgebiet Düsseldorfs und gilt als Prunkstück der Hofgartenanlage.
- Kriegerdenkmal 1870/71 von Karl Hilgers an der Landskrone
- Peter-von-Cornelius-Denkmal von Adolf von Donndorf, am Steigenberger Parkhotel
- Stephanienbüste von Julius Bayerle, wurde 1958 an der Reitallee platziert; stand ursprünglich am Opernhaus
- Maximilian-Weyhe-Denkmal von Carl Hoffmann, unweit der Reitallee
- Las Meninas Bronzeskulpturengruppe von Manolo Waldes stehen seit 2007 unweit der Jacobistraße, in Höhe Schloss Jägerhof.
- Lichtsäulen von reinflügel Baukunst, Detlef Tanz, am Ostende der Reitallee
- Lichtbänke UVA-UVB von Stefan Sous, an der Reitallee
- Gewächshaus Vivarium von Mark Dion stand seit der Gartenschau „Euroga 2002+“ im Buchenwäldchen unweit der Maximilian-Weihe-Allee. Während des Sturms Ela 2014 war eine mächtige Buche auf das Glashaus gefallen und hatte es stark beschädigt.[19] Im Oktober 2015 wurde das Vivarium durch die Stadt abgebaut.
- Gewächshaus Asphalt-Grün von Marcus Jansen, war in der Weyhe-Passage zur Aktion „hell-gruen“ zur „Euroga 2002+“ aufgebaut, und ist seit 2009 verschwunden.

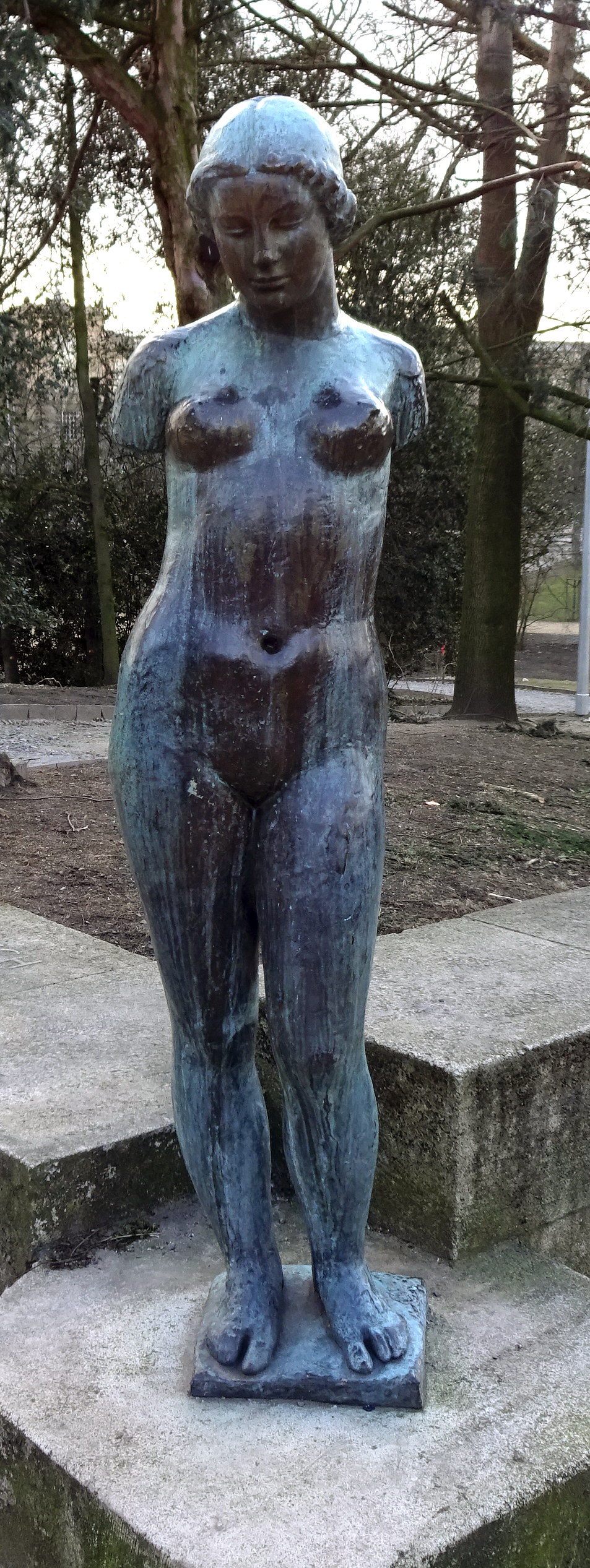
Harmonie das letzte Werk des Bildhauers Aristide Maillol (1940/44)
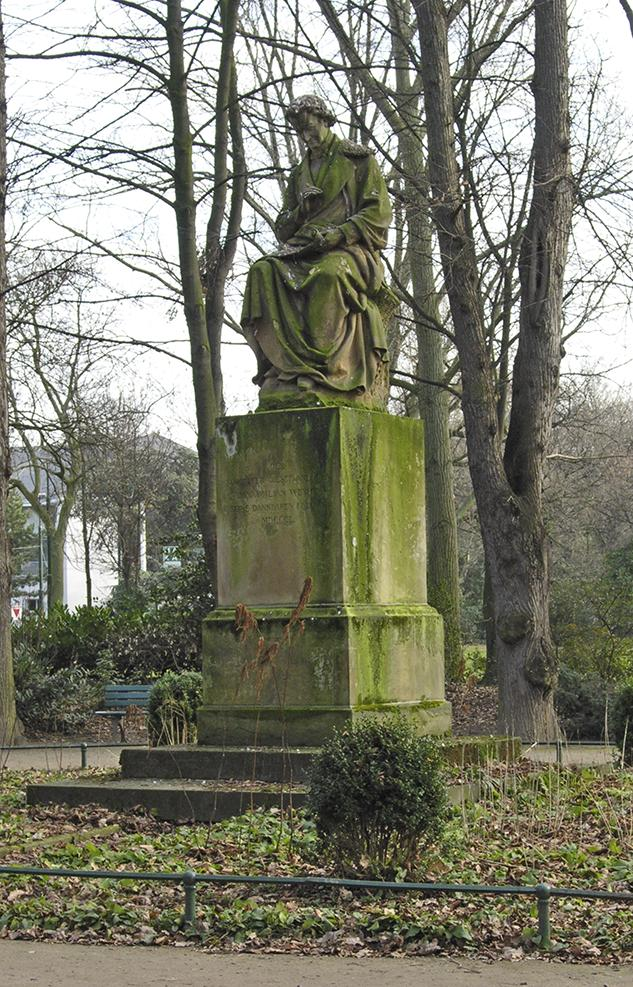
Weyhe-Denkmal im Hofgarten
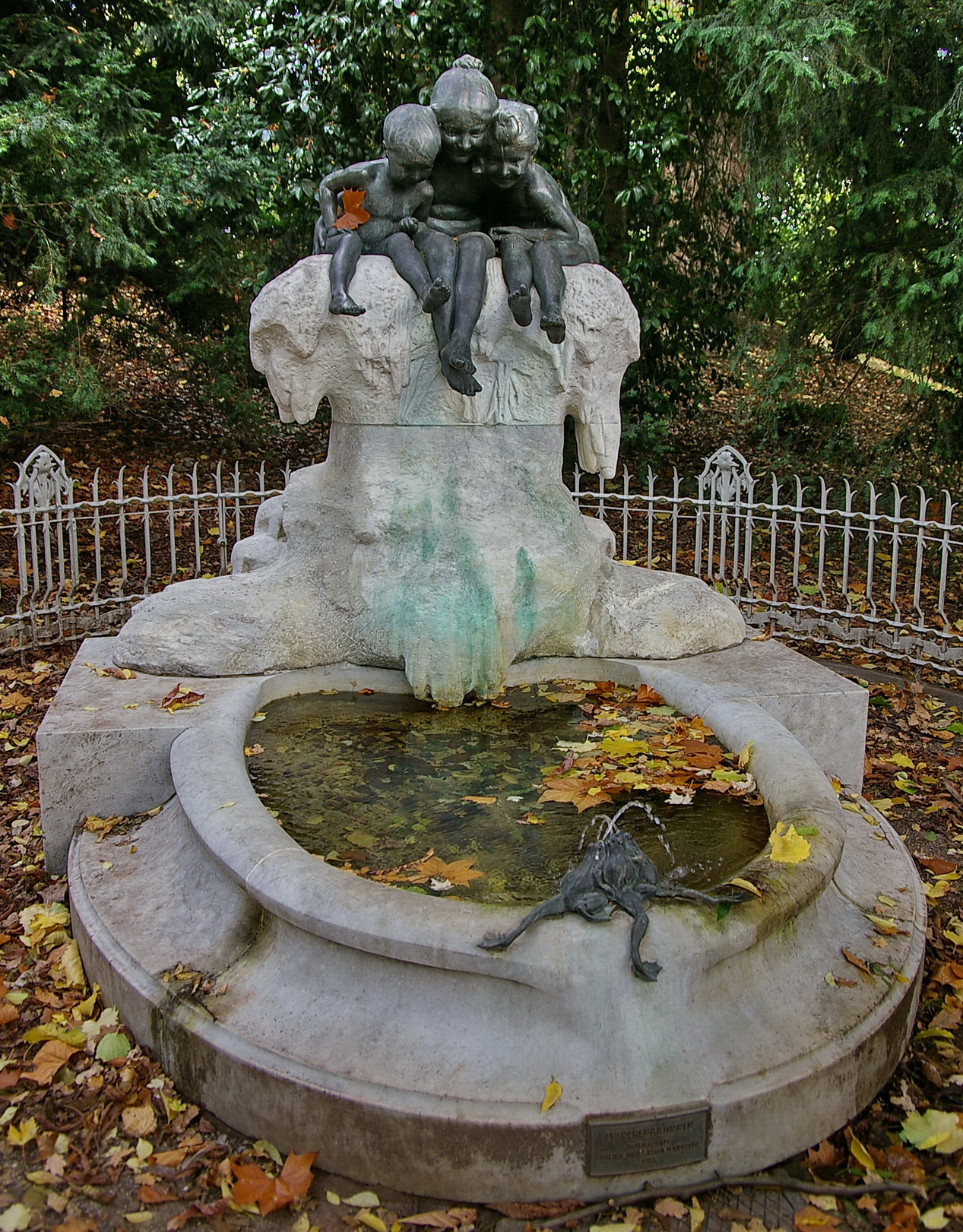
Märchenbrunnen im Herbst
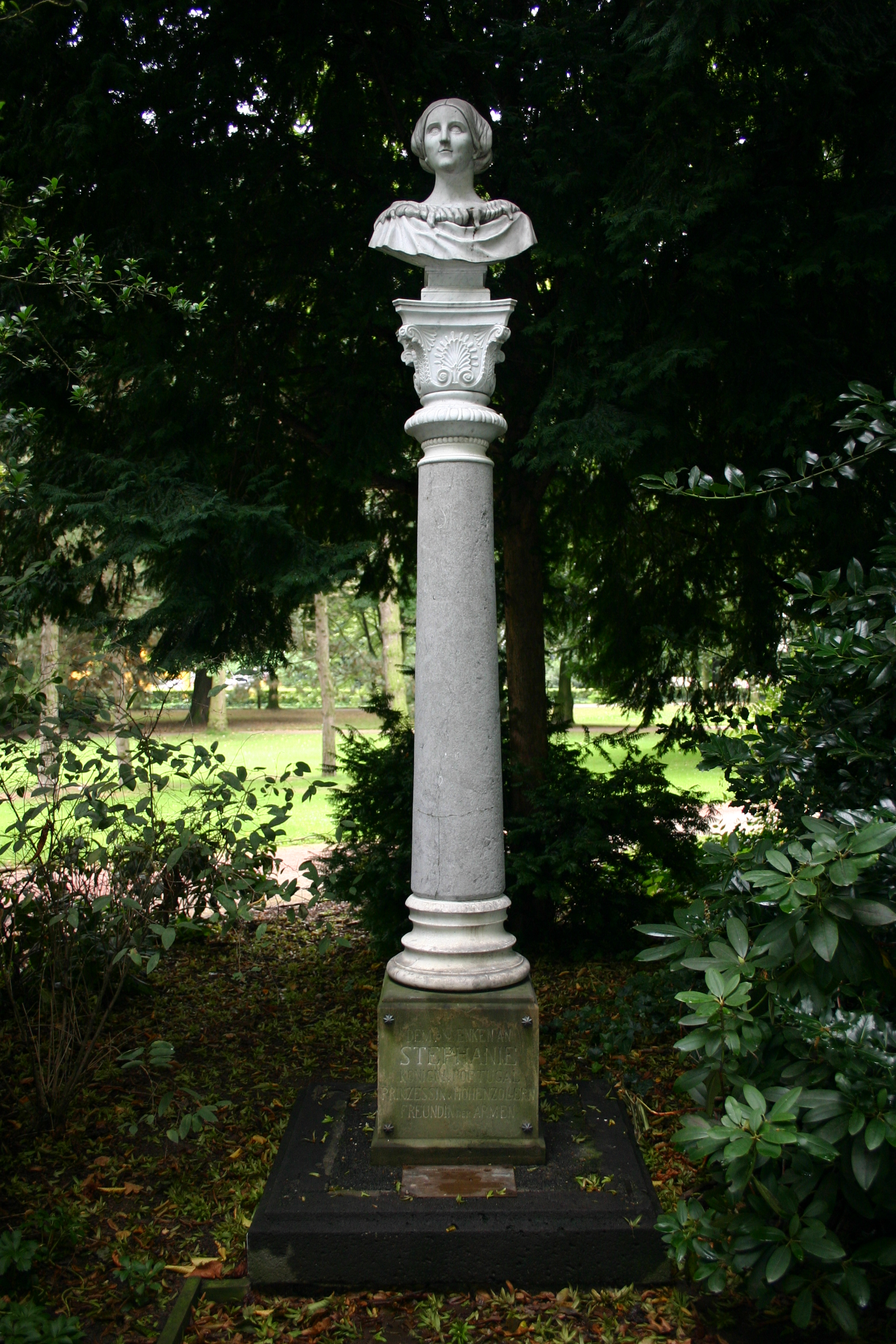
„Königin und Freundin der Armen“: Stephanie von Hohenzollern
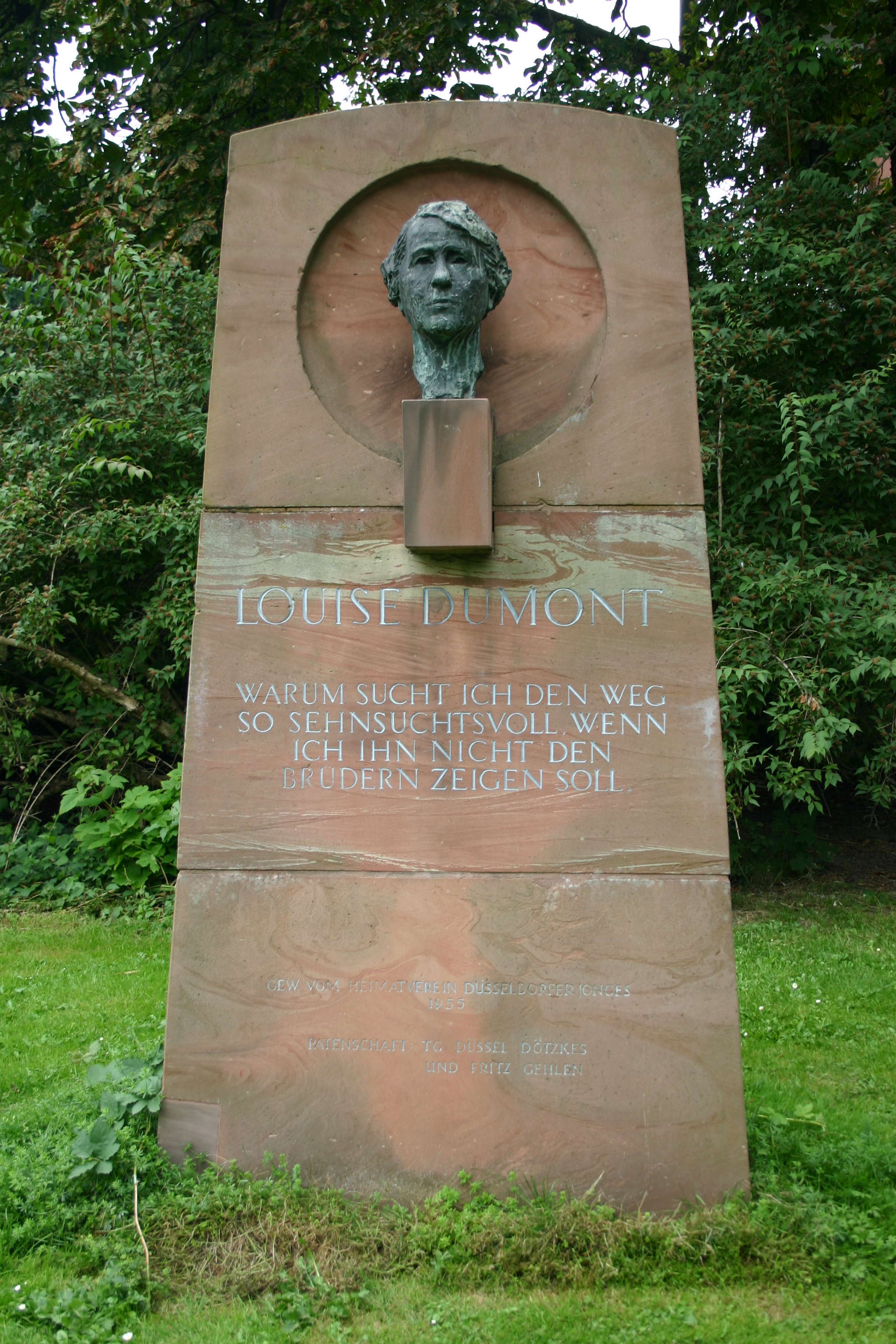
Büste der Schauspielerin und Theaterleiterin Louise Dumont
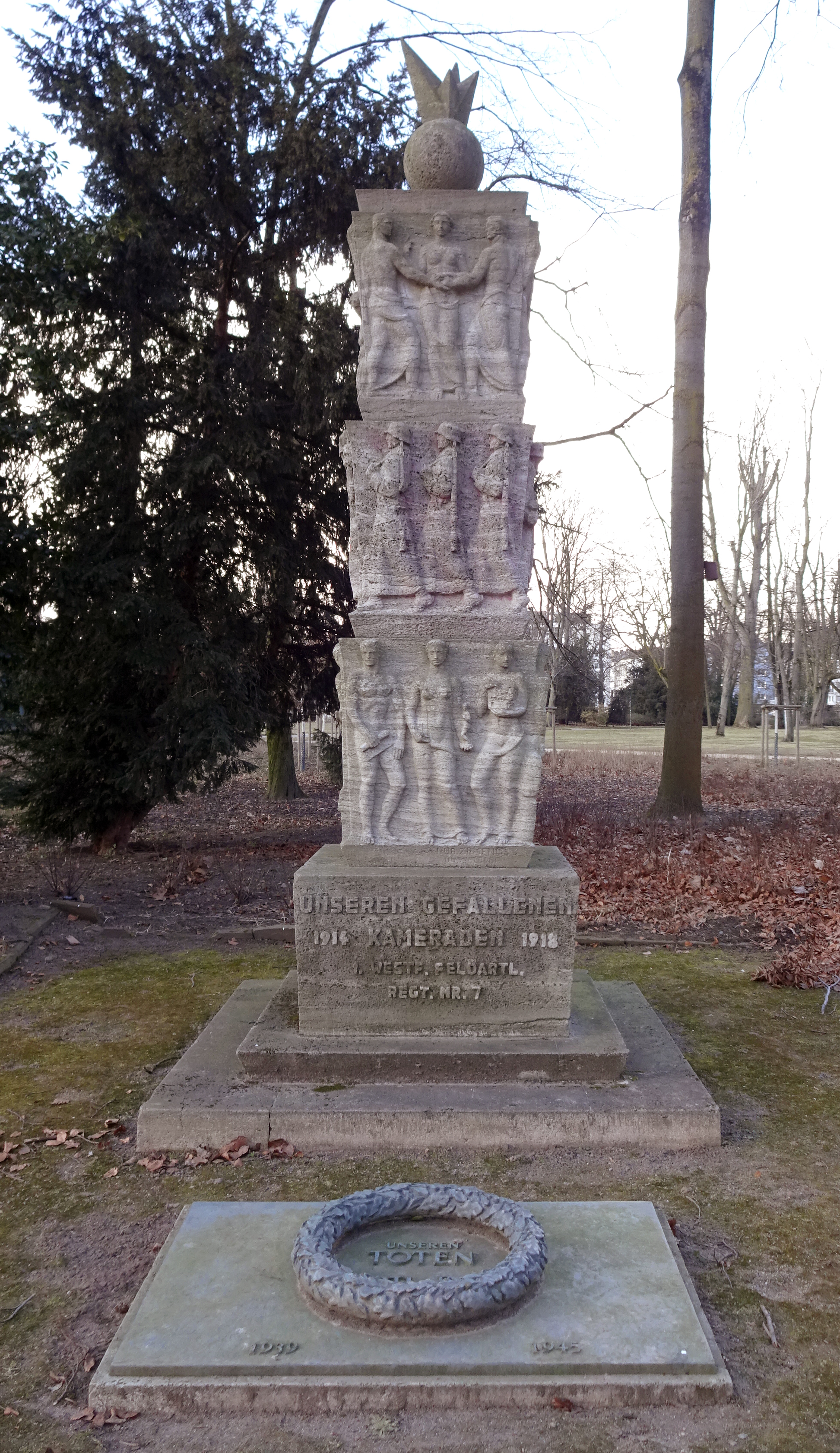
Ehrenmal des 1. Westfälischen Feldartillerie-Regiments Nr. 7 von Bergmann und Rudolf Zieseniss (1928)
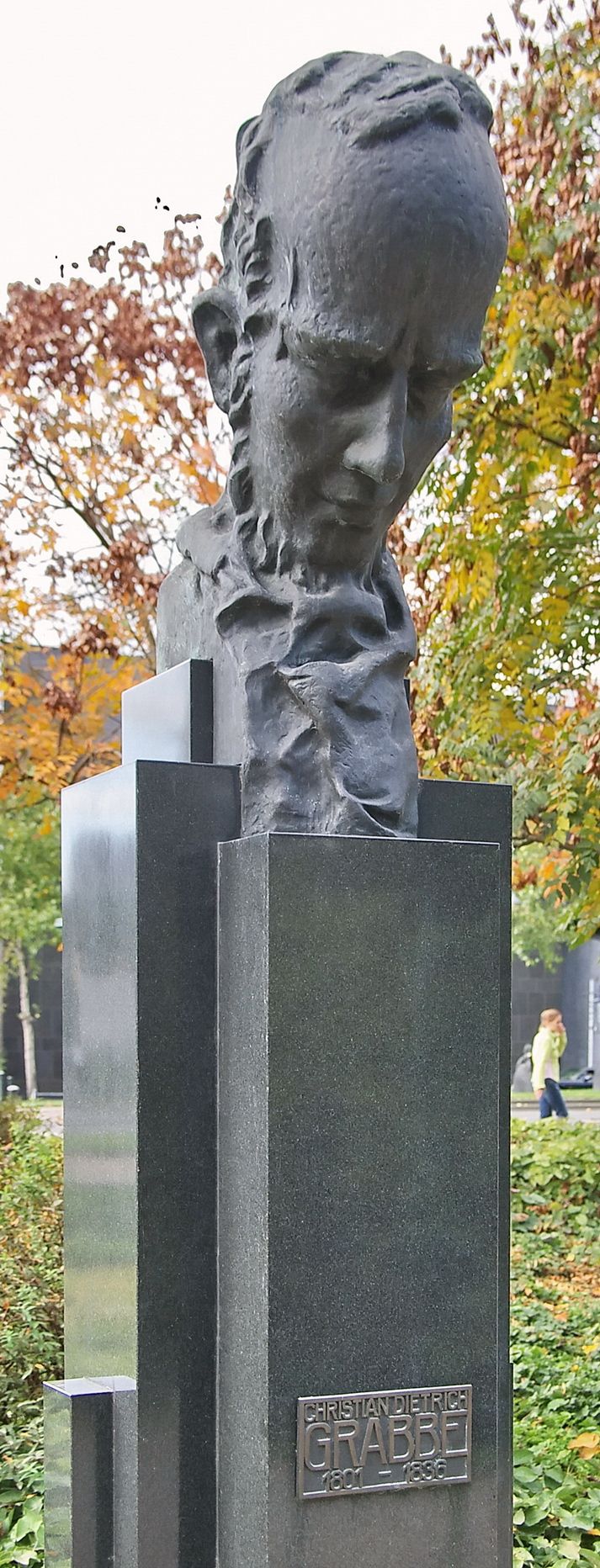
Grabbe-Bronzebüste auf Granitsockel, im Hofgarten am Opernhaus, 2006
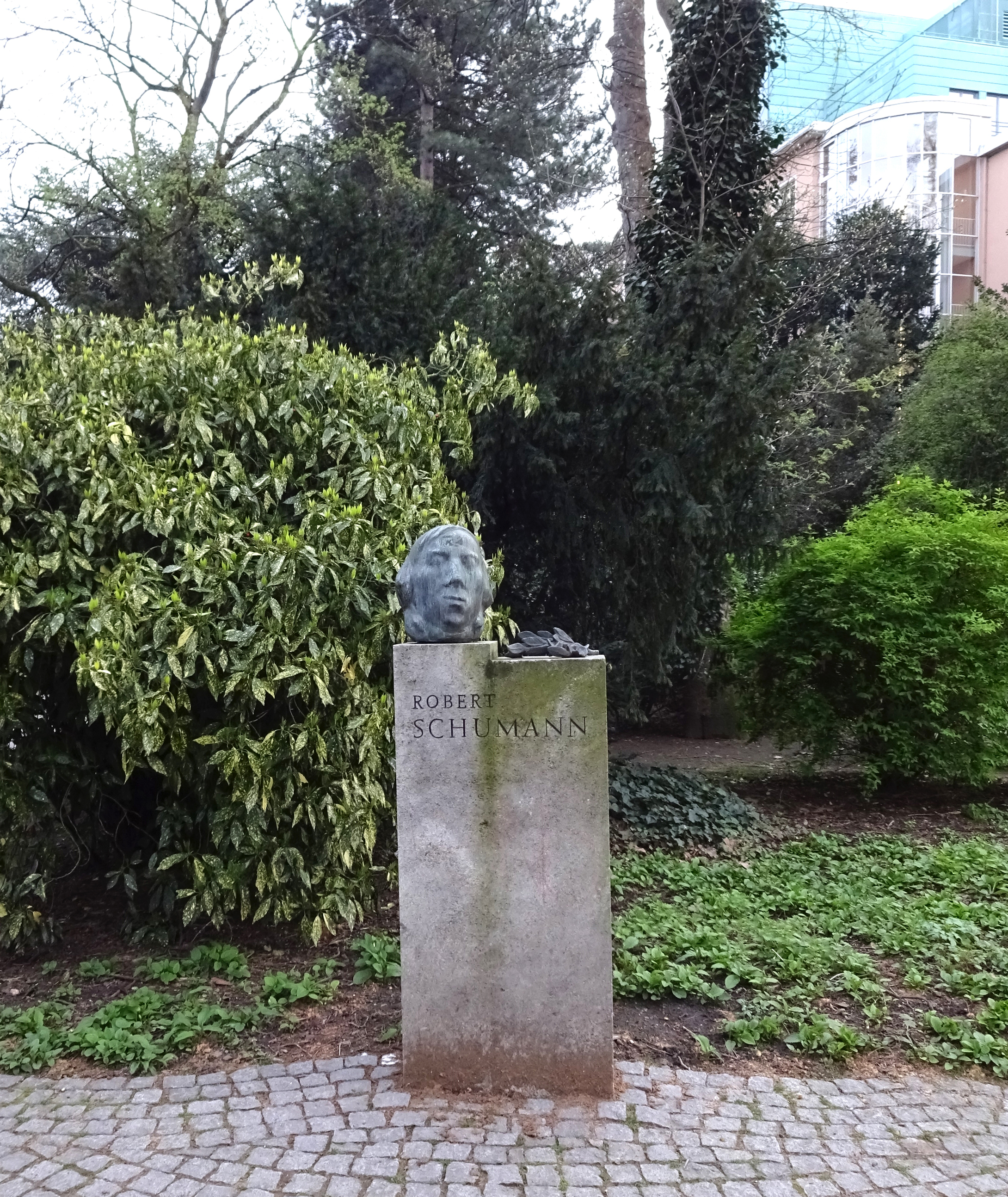
Robert Schumann-Denkmal von Karl Hartung (1956), im Hofgarten am Opernhaus, 2018
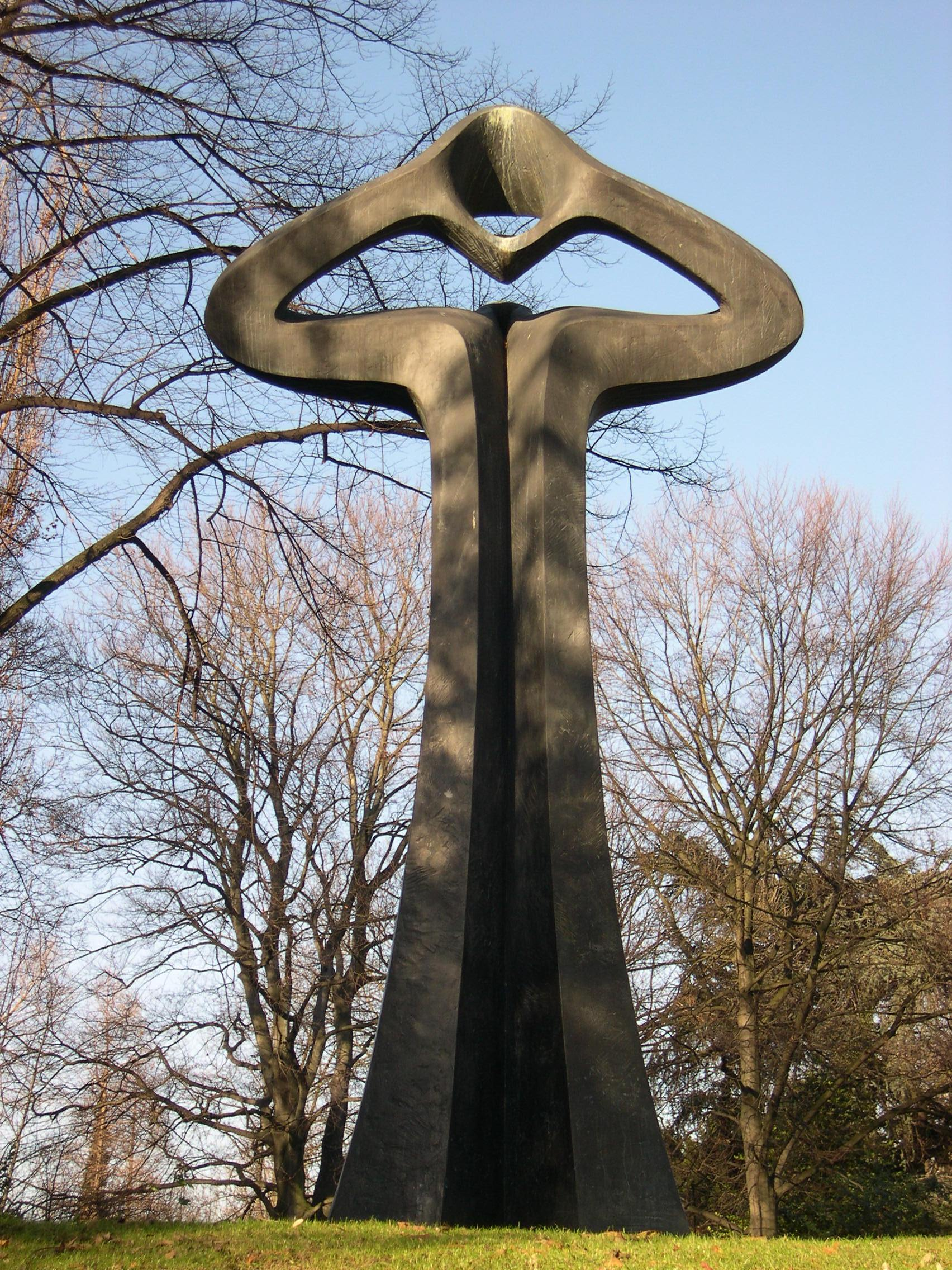
Der Mahner von Vadim Sidur (1985), gestiftet von Udo van Meeteren, 2007
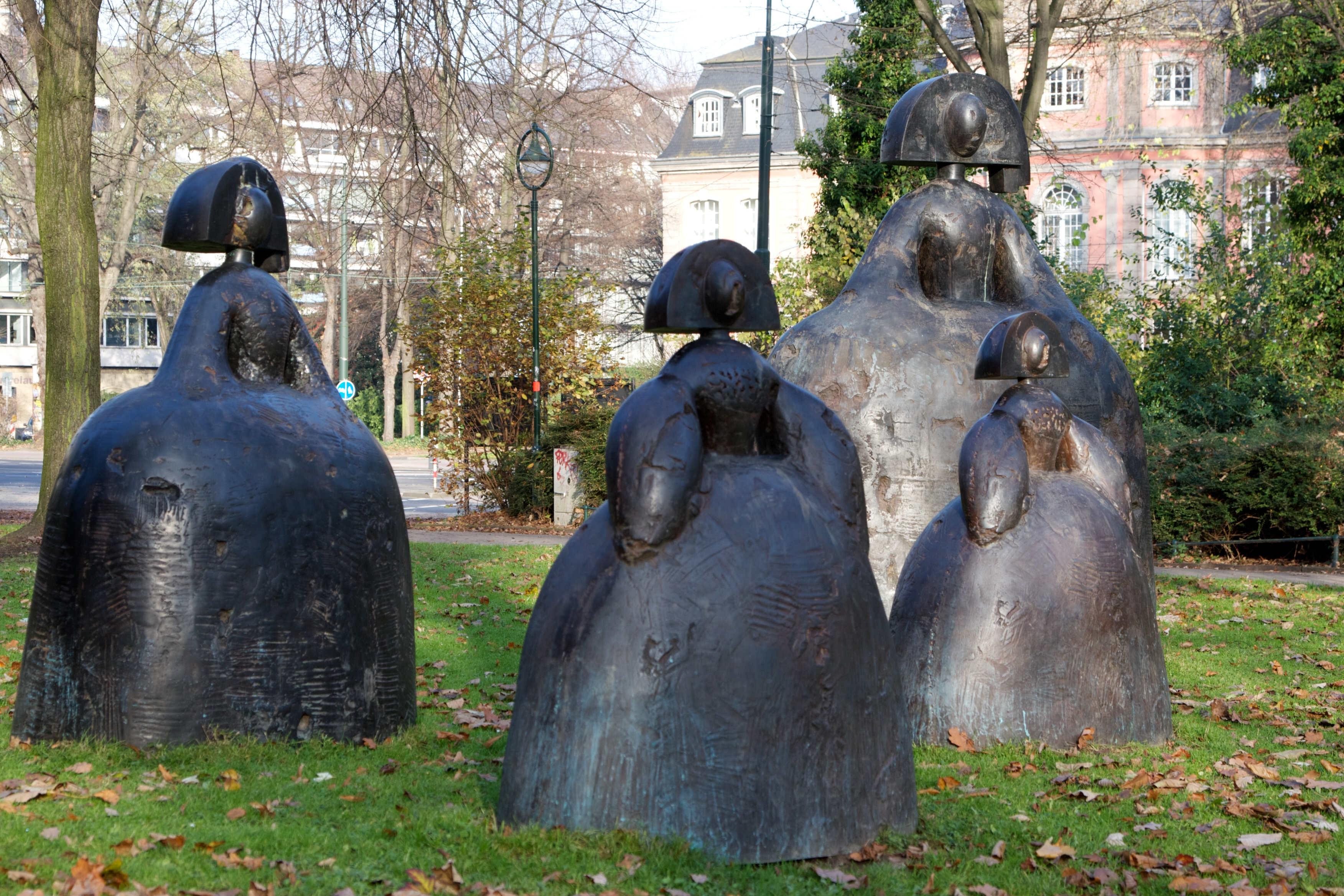
Las Meninas von Manolo Valdés (2006)
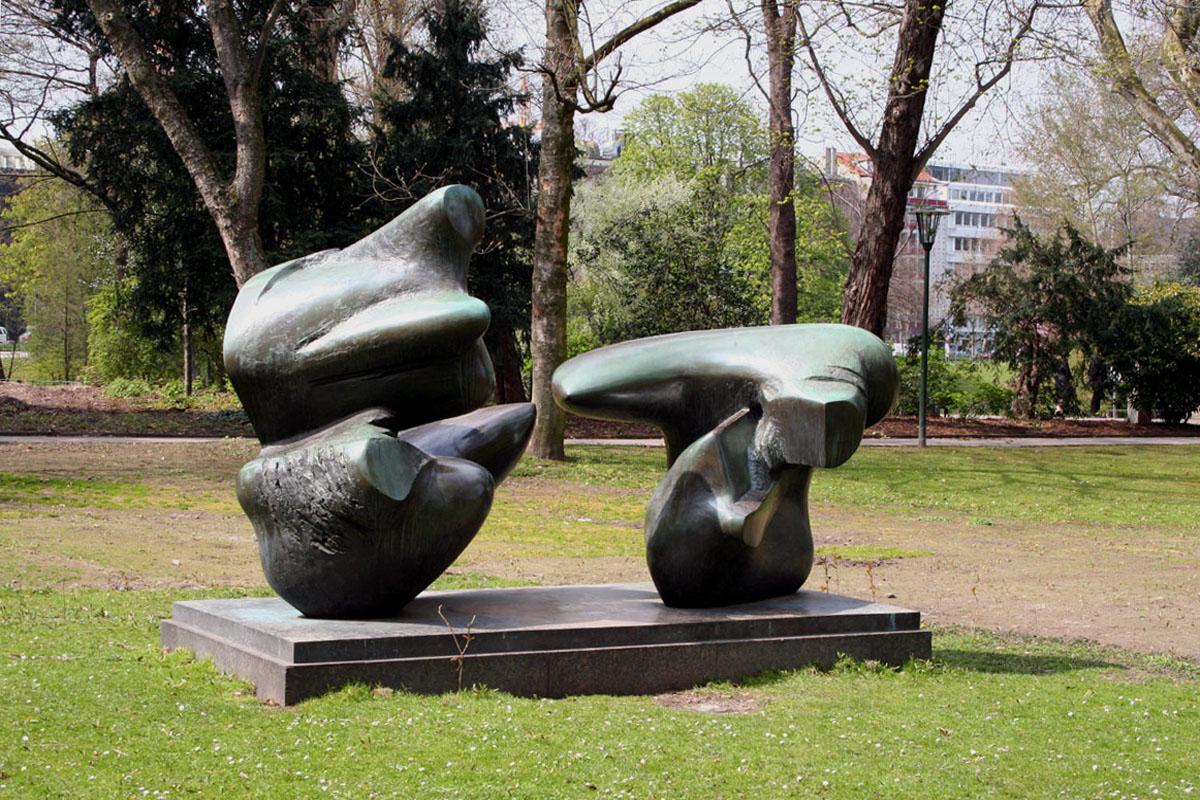
Two-Piece Reclining Figure: Points von Henry Moore (1971)
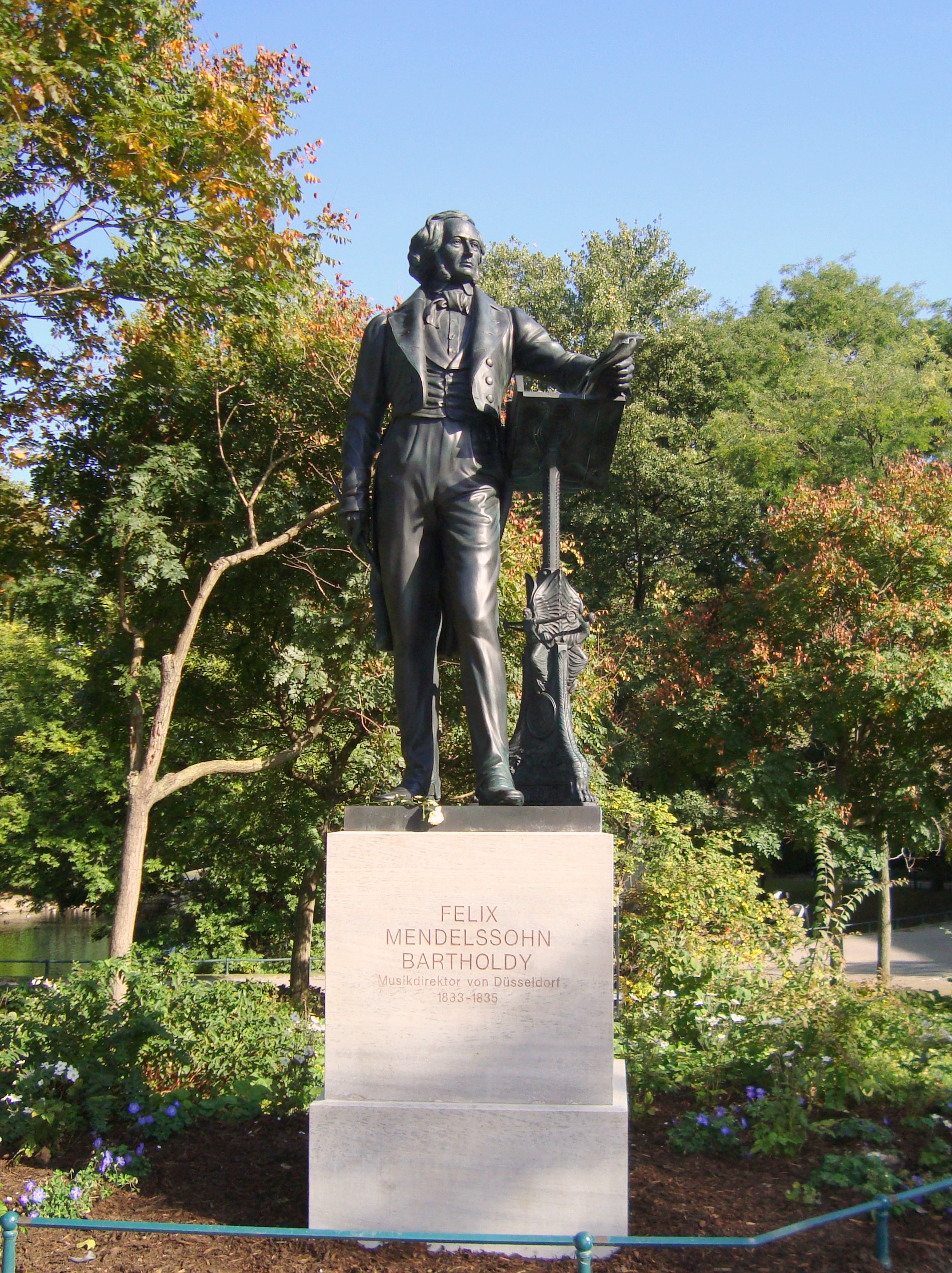
Mendelssohn-Denkmal von Clemens Buscher (2012 rekonstruiert, Kunstgießerei Kayser)
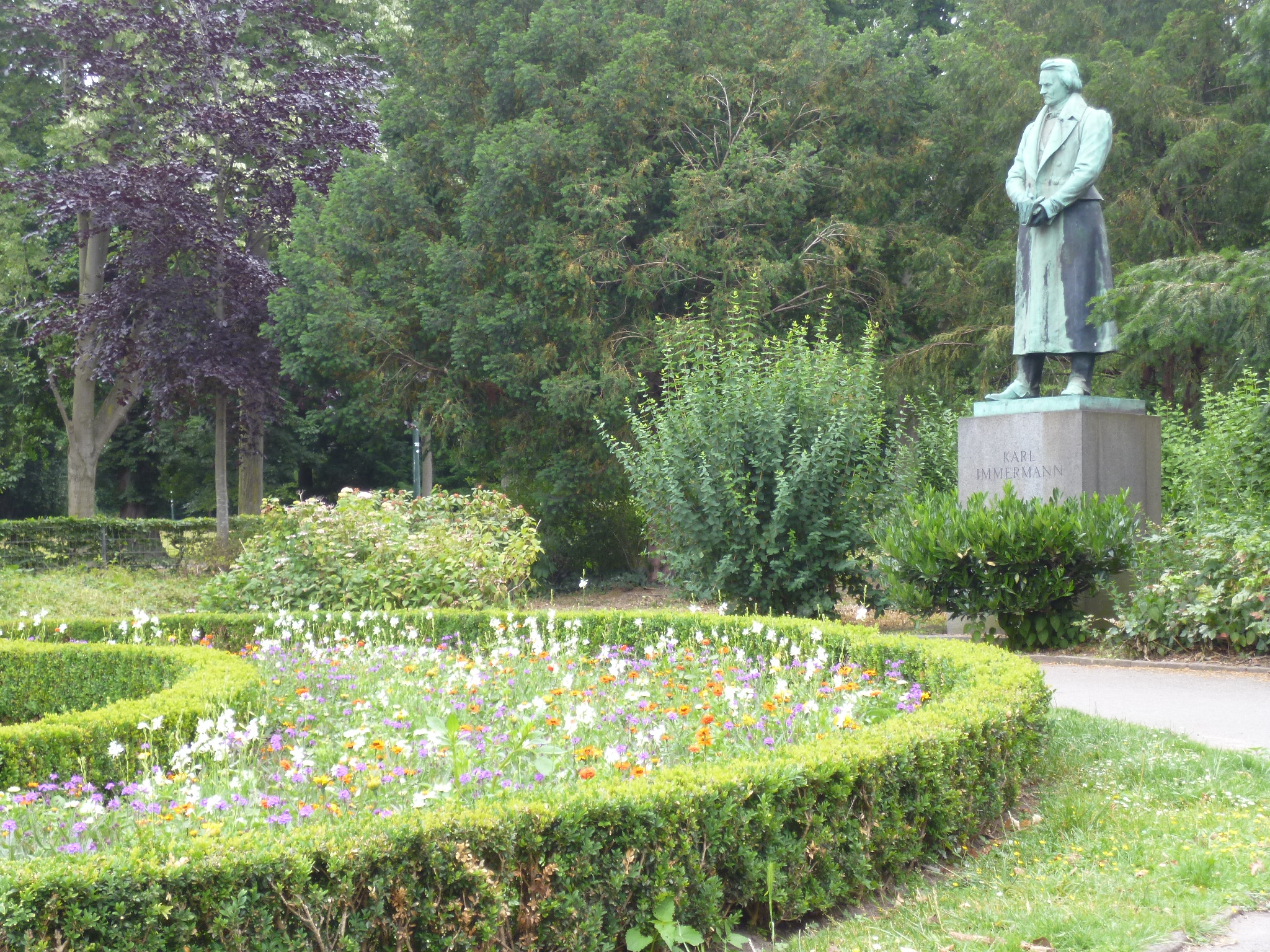
Immermann-Denkmal von Clemens Buscher (1901)
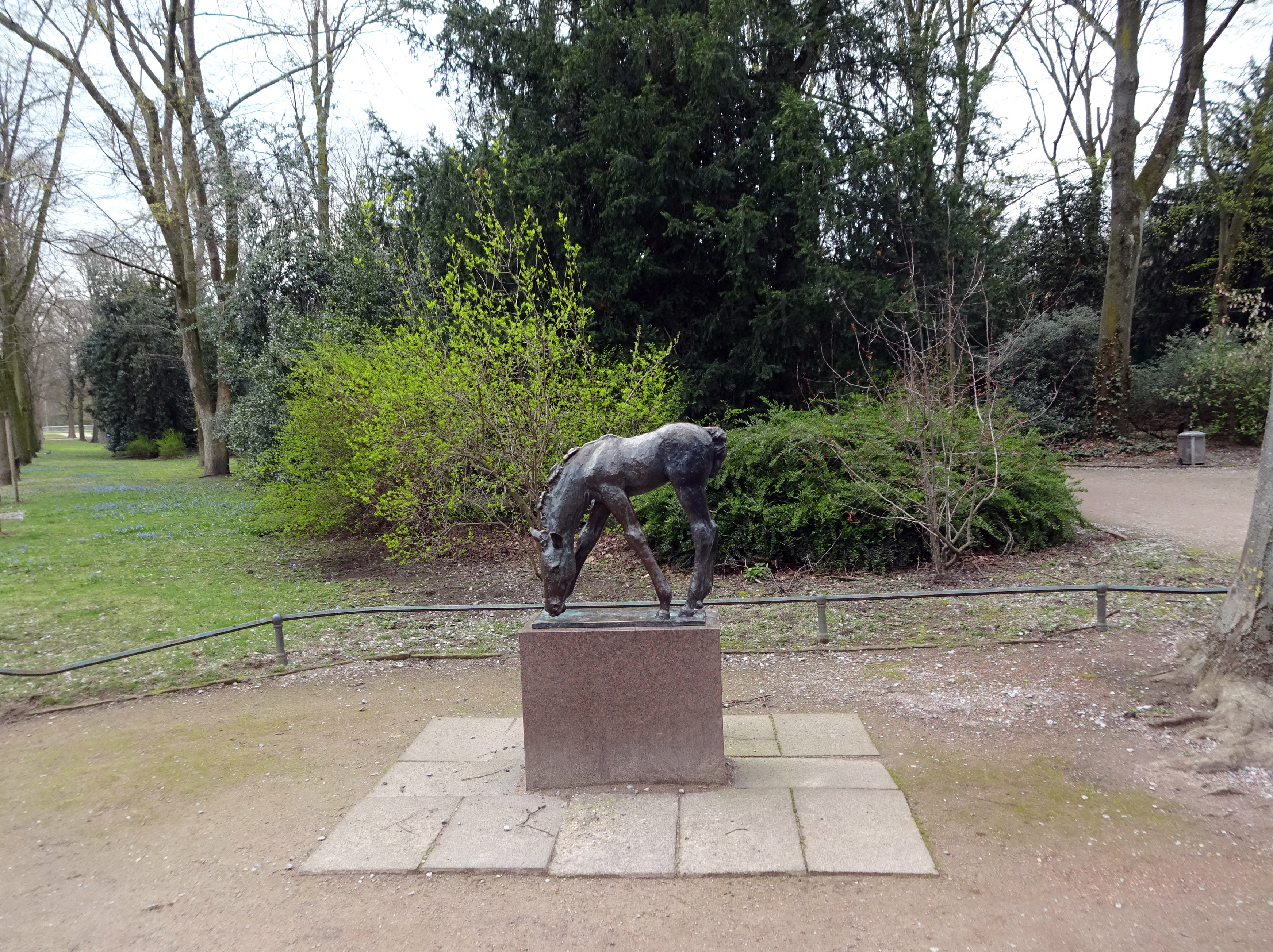
Grasendes Fohlen von Renée Sintenis, aufgestellt 1969
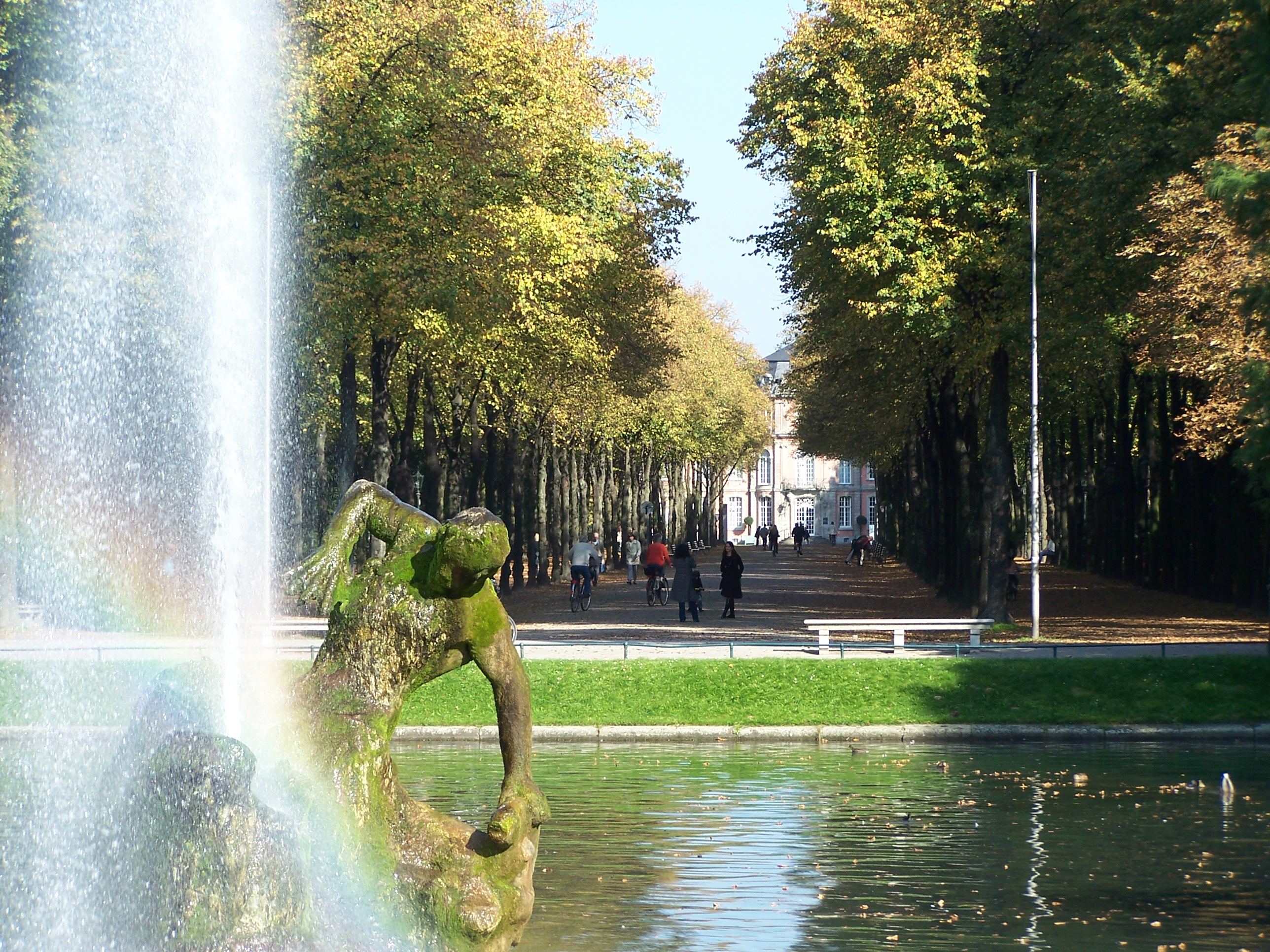
Jägerhofallee zwischen der Skulptur Jröne Jong (im Vordergrund; Entwurf: Joseph Hammerschmidt, 1899) und dem Schloss Jägerhof (im Hintergrund), 2011
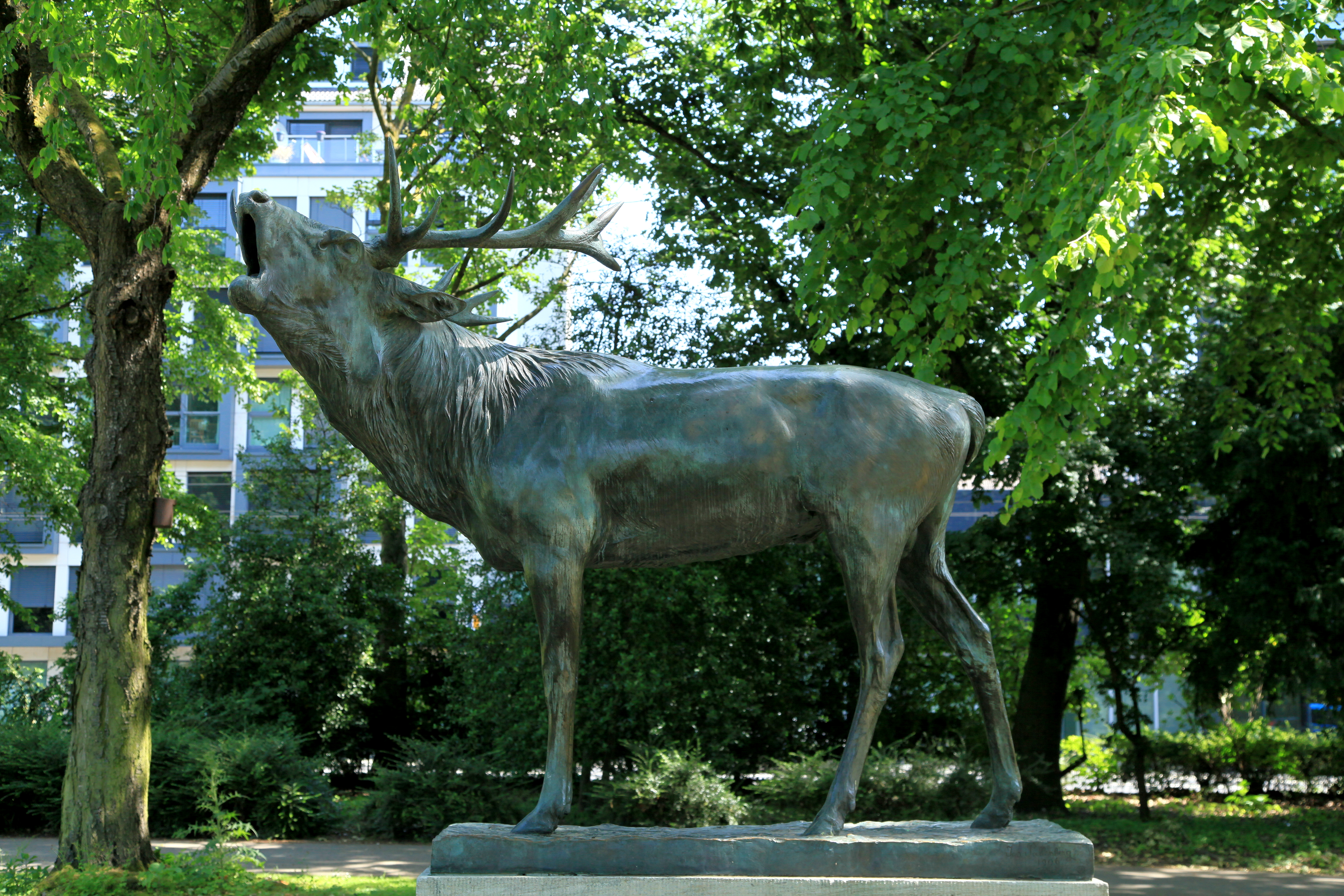
Röhrender Hirsch, von Josef Pallenberg (1909)
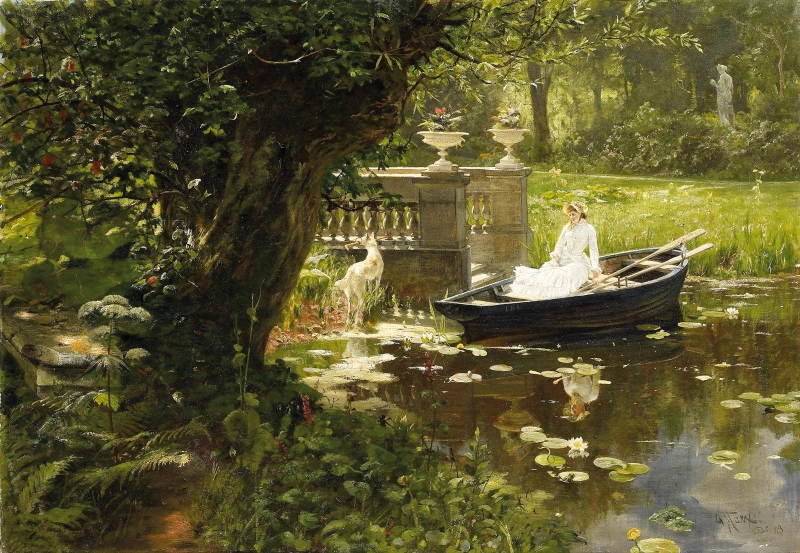
Im Düsseldorfer Hofgarten, Gemälde von Gustav Marx (1883)
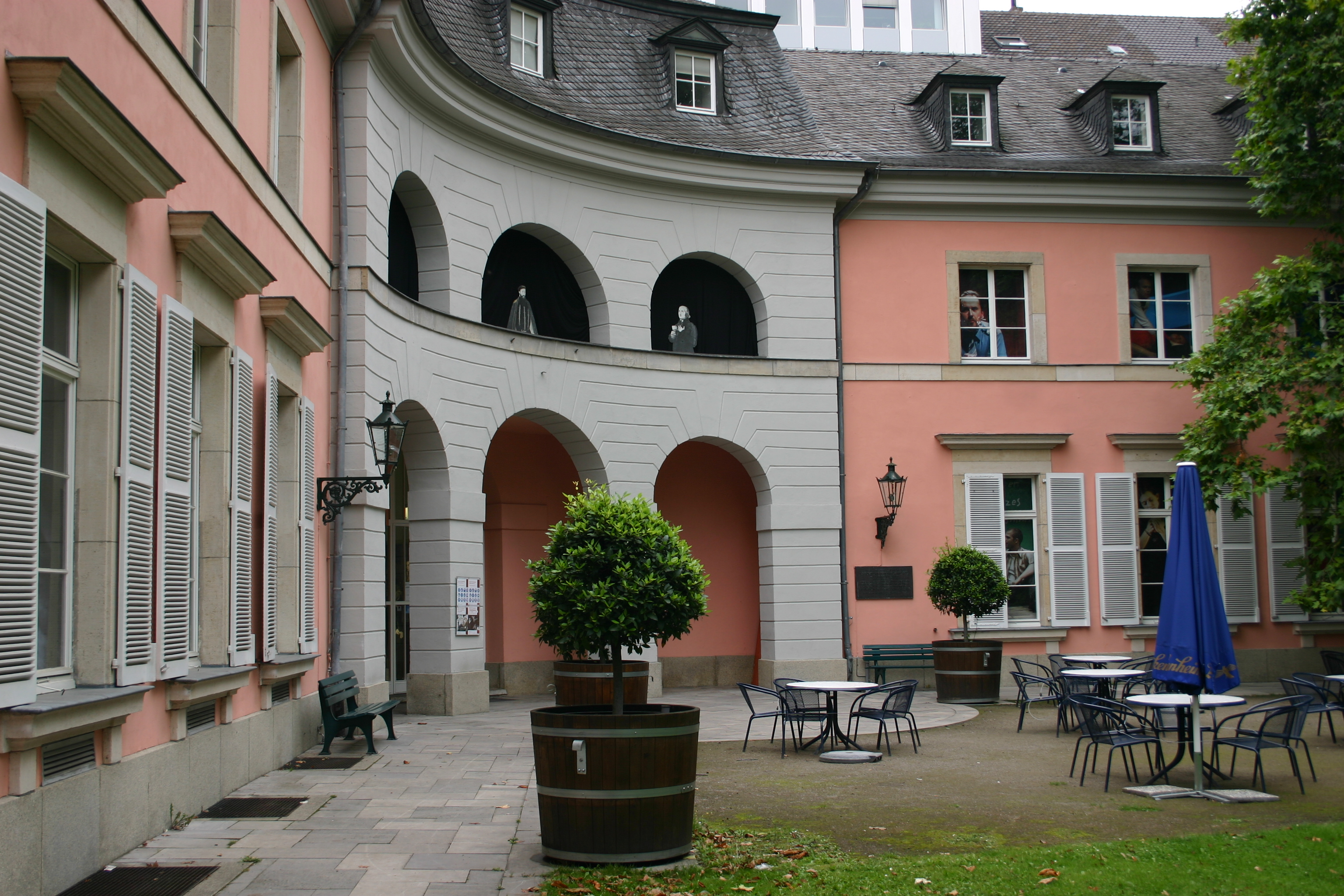
Theater-Museum im Hofgärtnerhaus Düsseldorf
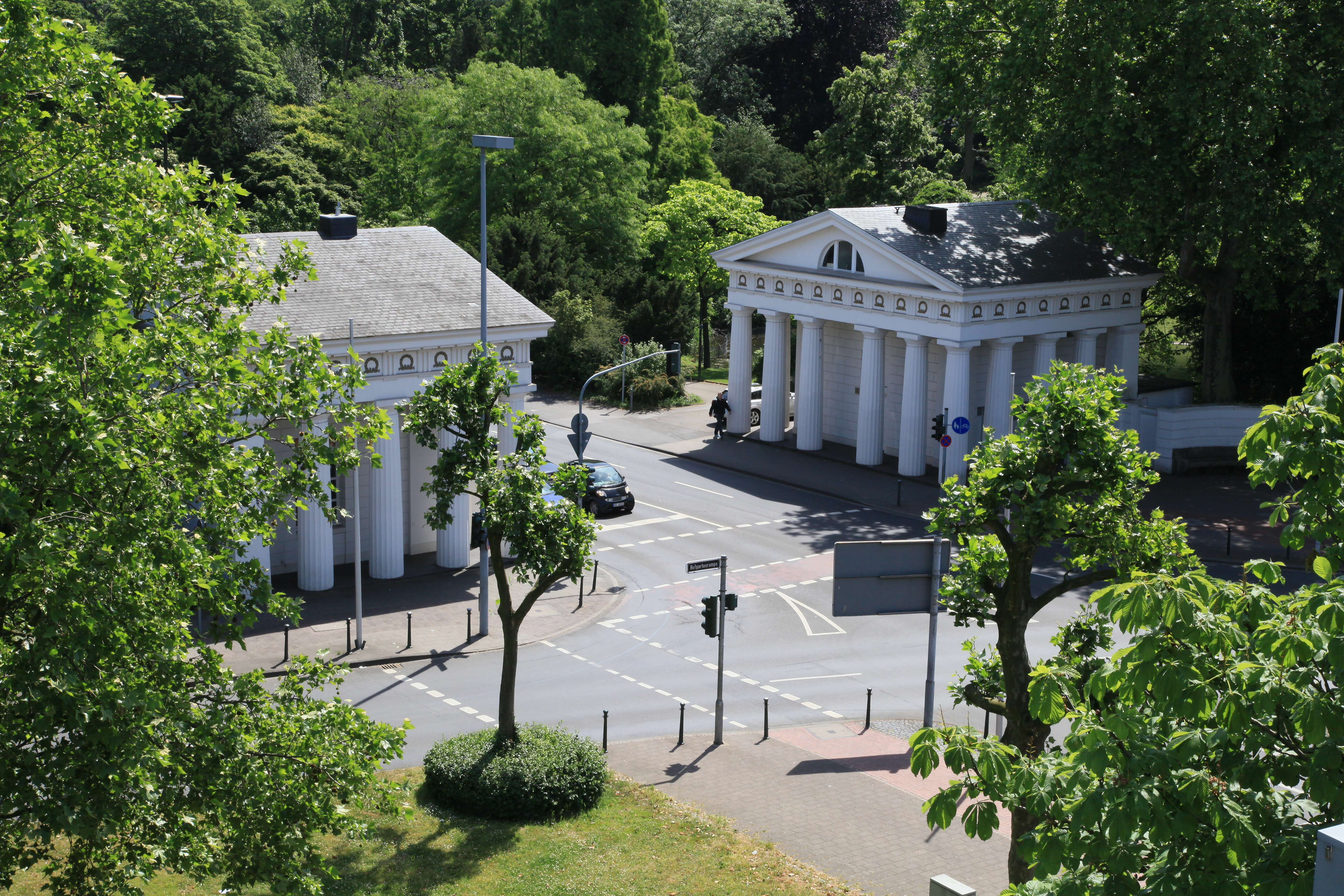
Das Ratinger Tor am Hofgarten wurde im Stil des Klassizismus gebaut